# Volkswagen Jetta
Volkswagen Jetta (укр. Фольксваген Джетта) — компактні седани і універсали, що виробляються концерном Volkswagen з 1979 року.
Всі покоління в сумі до моменту виходу сьомої генерації були продані в кількості 17,5 млн примірників.

## VW Jetta I/A1 (1979—1984)

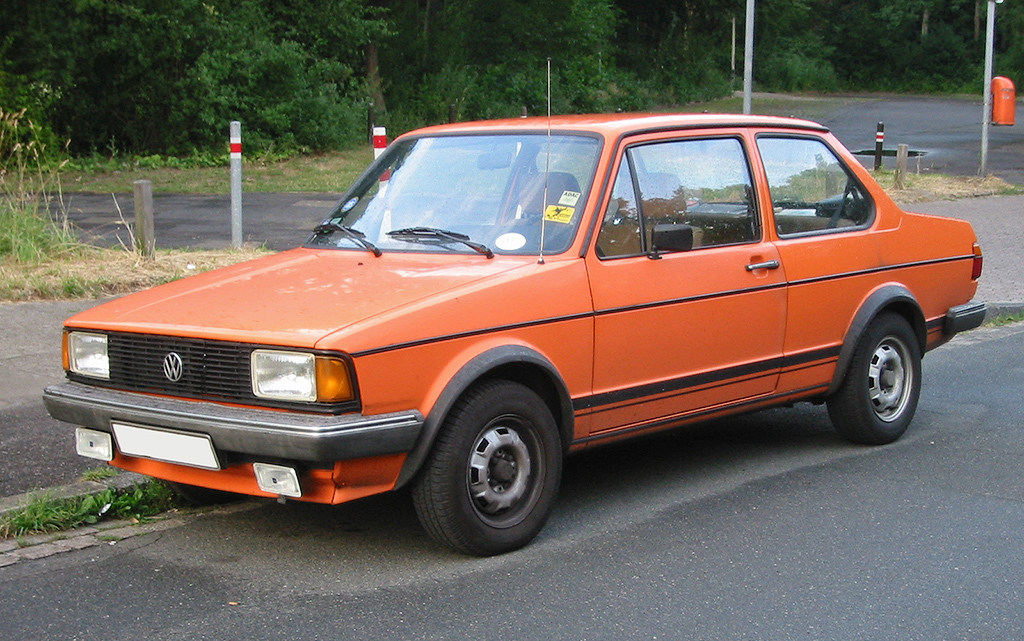
VW Jetta I

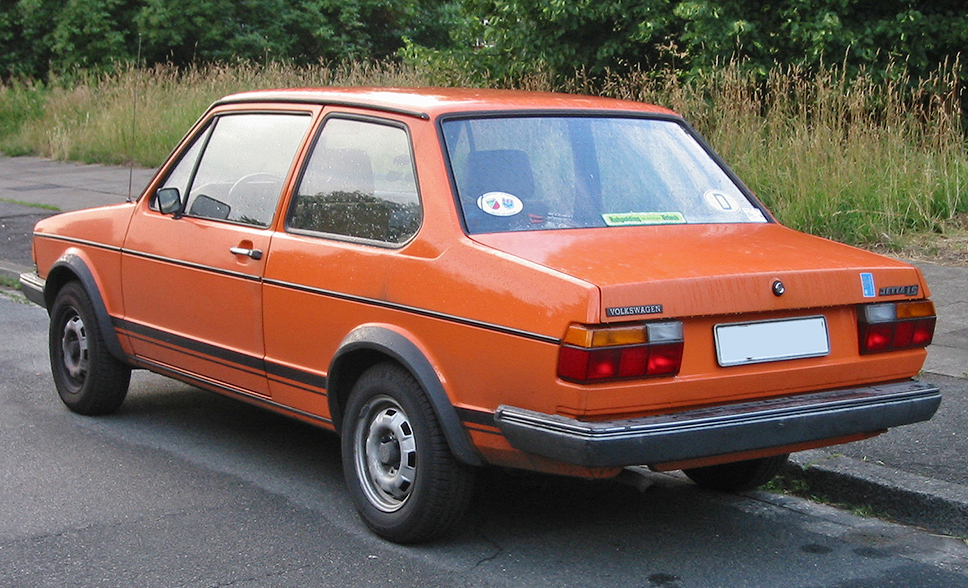
VW Jetta I

Перше покоління седана Volkswagen Jetta (VW Typ 16) дебютувало на мотор-шоу у Франкфурті у 1979 році. Трьохоб'ємну версію «першого» Гольфа довжиною 4195 мм в процесі розробки іменували Hummel (джміль), а коли вона пішла в серію, назву змінили на Jetta — на честь повітряної струменевої течії. Машина масою 805—890 кг оснащувалася бензиновими двигунами об'ємом від 1,1 л до 1,8 л (50-112 к.с.), а також атмосферними і надувними дизелями 1.6 (54-70 к.с.). Деякі версії оснащувалися триступінчатим «автоматом». Крім того, був варіант з кузовом купе.

### Двигуни
| Двигун        | Об'єм [см³] | Тип двигуна | Циліндри /клапани | Потужність [к.с./кВт] при об/хв | Крутний момент [Нм] при об/хв | Швидкість максимальна [км/год] |            |            |            |
| Бензинові:    | Бензинові:  | Бензинові:  | Бензинові:        | Бензинові:                      | Бензинові:                    | Бензинові:                     | Бензинові: | Бензинові: | Бензинові: |
| ------------- | ----------- | ----------- | ----------------- | ------------------------------- | ----------------------------- | ------------------------------ | ---------- | ---------- | ---------- |
| 1.1 Formule E | 1093        | І4          | 4/8               | 50 (37)/5600                    | 80/3300                       | 142                            |            |            |            |
| 1.3           | 1272        | І4          | 4/8               | 60 (44)/5600                    | 95/3400                       | 147                            |            |            |            |
| 1.5           | 1457        | І4          | 4/8               | 70 (51)/5600                    | 112/2500                      | 156                            |            |            |            |
| 1.6           | 1588        | І4          | 4/8               | 85 (63)/5600                    | 129/3200                      | 166                            |            |            |            |
| 1.8 GLI       | 1781        | І4          | 4/8               | 112 (82)/5800                   | 156/3500                      | 182                            |            |            |            |
| Дизельні:     |             |             |                   |                                 |                               |                                |            |            |            |
| 1.6 D         | 1588        | І4          | 4/8               | 54 (40)/4800                    | 102/2000                      | 141                            |            |            |            |
| 1.6 TD        | 1588        | І4          | 4/8               | 70 (51)/4500                    | 136/2600                      | 153                            |            |            |            |

## VW Jetta II/A2 (1984—1992)

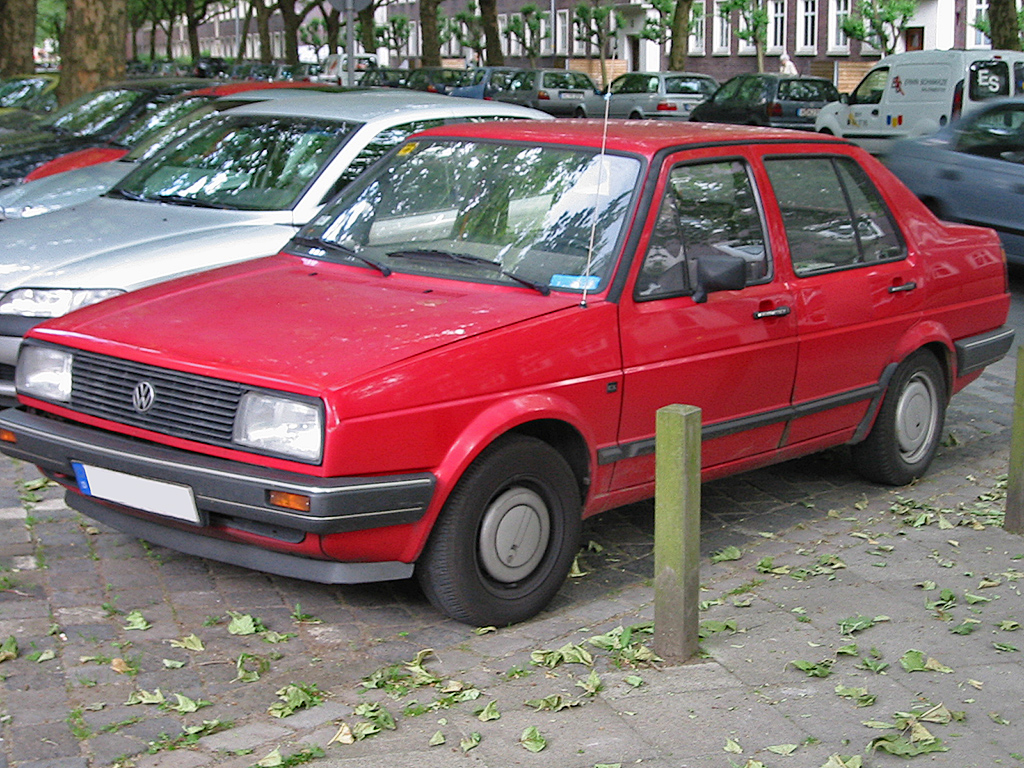
VW Jetta II

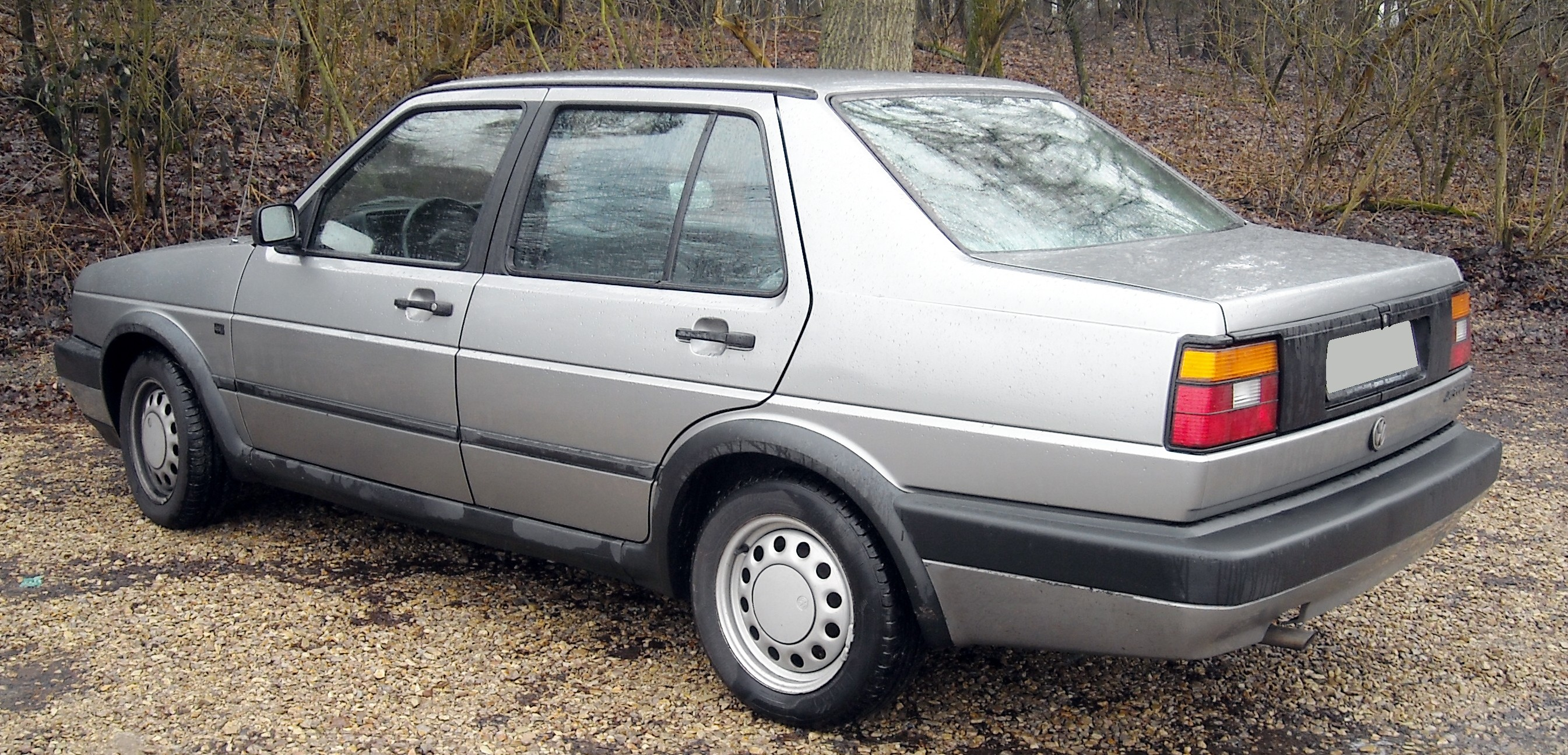
VW Jetta II

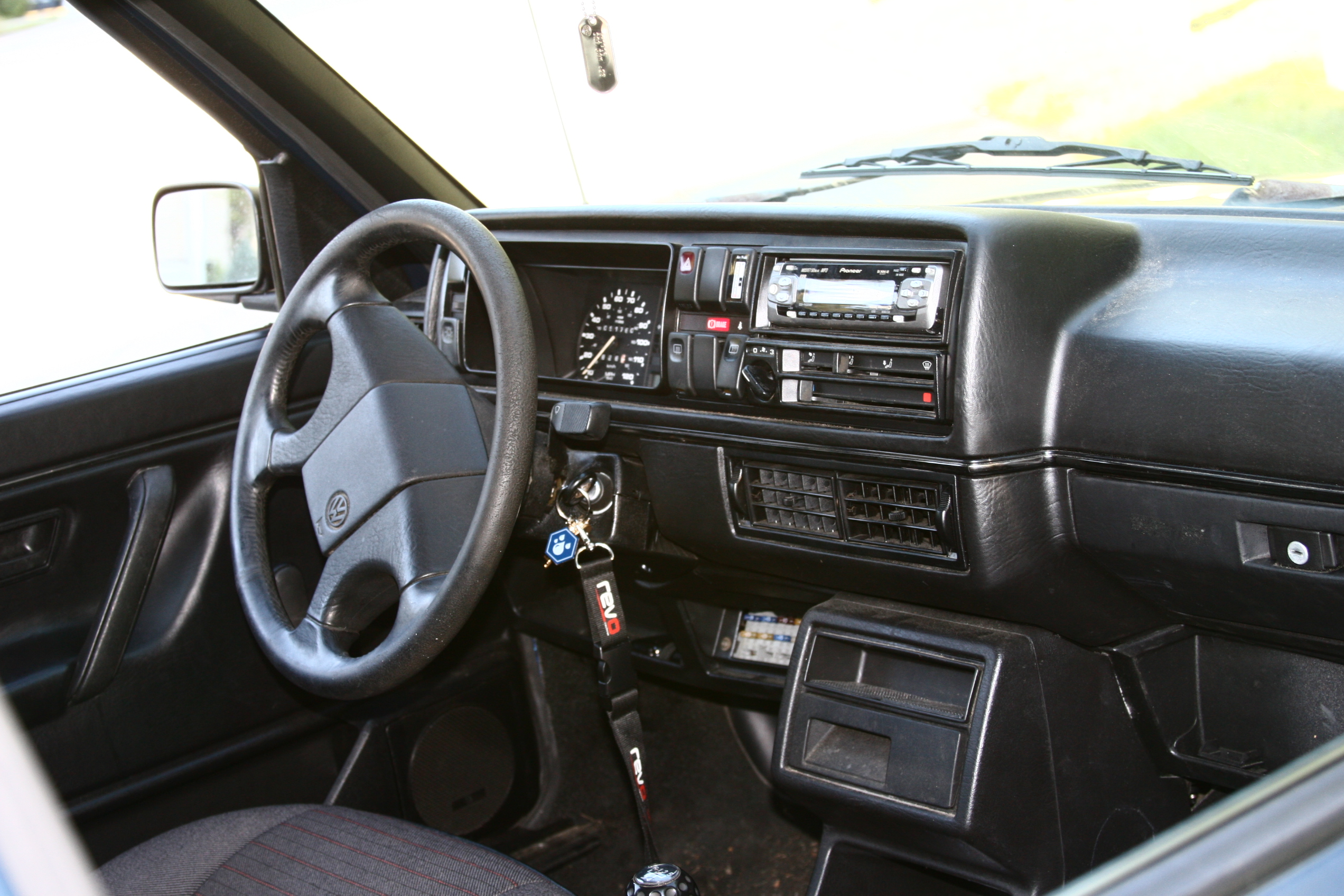

«Друга» Джетта, що стала більшою за розмірами (4315-4385 мм) та вміщала вже п'ятьох людей, продавалася з тими ж типами кузовів в Європі з 1984 року, а в США — з 1985-го. Машина, виробництво якої було розгорнуто в мексиканському місті Пуебла і в Вестморленді, США, оснащувалася карбюраторними і інжекторними бензиновими двигунами об'ємом від 1,3 л до 2,0 л і дизелями 1.6. В 1988 році модель була злегка удосконалена: з'явилася повнопривідна версія Syncro з віскомуфтою в приводі задніх коліс, зникли кватирки в передніх дверях, а дзеркала переїхали до куточків вікон. Також трохи змінилися бампери й фальшрадіаторна решітка. Цей автомобіль, до речі, став основою для низки китайських виробників на зорі становлення автопрому Піднебесної, оскільки з 1991 року до 2013 року, з незначними модернізаціями, випускався ще й на спільному підприємстві з китайською фірмою FAW.

### Двигуни
Бензинові
| Модель             | Об'єм    | Потужність                         | Крутний момент        | Код двигуна  | Система живлення               | Роки виробництва  |
| ------------------ | -------- | ---------------------------------- | --------------------- | ------------ | ------------------------------ | ----------------- |
| 1.3                | 1272 см³ | 40 kW (54 PS) bei 5200 min−1       | 94 Nm bei 3300 min−1  | HK / MH / 2G | карбюратор 2E3                 | 12/1983 — 07/1992 |
| 1.3                | 1272 см³ | 40 kW (54 PS) bei 5200 min−1       | 97 Nm bei 3000 min−1  | NZ           | Digijet, каталізатор           | 08/1985 — 07/1992 |
| 1.6                | 1595 см³ | 55 kW (75 PS) bei 5000 min−1       | 125 Nm bei 2500 min−1 | EZ / ABN     | карбюратор 2E2                 | 12/1983 — 07/1992 |
| 1.6                | 1595 см³ | 51 kW (69 PS) bei 5200 min−1       | 118 Nm bei 2700 min−1 | PN           | карбюратор 2EE, каталізатор    | 08/1985 — 07/1992 |
| 1.6                | 1595 см³ | 53 kW (72 PS) bei 5200 min−1       | 120 Nm bei 2700 min−1 | RF           | карбюратор 2E2, каталізатор    | 08/1986 — 10/1991 |
| 1.8                | 1781 см³ | 66 kW (90 PS) bei 5200 min−1       | 145 Nm bei 3300 min−1 | GU           | карбюратор 2E2                 | 12/1983 — 10/1991 |
| 1.8                | 1781 см³ | 66 kW (90 PS) bei 5200 min−1       | 137 Nm bei 3300 min−1 | GX           | K-Jetronic                     | 12/1983 — 07/1988 |
| 1.8                | 1781 см³ | 66 kW (90 PS) bei 5200 min−1       | 137 Nm bei 3300 min−1 | GX           | KA/KE-Jetronic, каталізатор    | 12/1983 — 07/1988 |
| 1.8                | 1781 см³ | 62 kW (84 PS) bei 5000 min−1       | 142 Nm bei 3000 min−1 | RH           | карбюратор 2E2, каталізатор    | 08/1986 — 07/1990 |
| 1.8                | 1781 см³ | 66 kW (90 PS) bei 5250 min−1       | 142 Nm bei 3000 min−1 | RP           | моноінжектор, каталізатор      | 08/1986 — 10/1991 |
| 1.8 Syncro         | 1781 см³ | 72 kW (98 PS) bei 5400 min−1       | 143 Nm bei 3000 min−1 | 1P           | Digifant, каталізатор          | 08/1988 — 07/1991 |
| 1.8 GLI (США)      | 1781 см³ | 74 kW (100/105 PS)                 | 146 Nm                | HT           | K-Jetronic                     | 01/1985 — 07/1985 |
| 1.8 GT             | 1781 см³ | 82 kW (112 PS) bei 5500 min−1      | 155 Nm bei 3100 min−1 | EV           | K-Jetronic                     | 10/1984 — 07/1987 |
| 1.8 GT             | 1781 см³ | 79 kW (107 PS) bei 5500 min−1      | 154 Nm bei 3500 min−1 | RG           | K-Jetronic, каталізатор        | 08/1986 — 03/1987 |
| 1.8 GT             | 1781 см³ | 79 kW (107 PS) bei 5250 min−1      | 154 Nm bei 3250 min−1 | RD           | KE-Jetronic, каталізатор       | 08/1985 — 07/1988 |
| 1.8 GT             | 1781 см³ | 82 kW (112 PS) bei 5400 min−1      | 159 Nm bei 4000 min−1 | PB           | Digifant                       | 01/1987 — 10/1991 |
| 1.8 GT/GTX         | 1781 см³ | 79 kW (107 PS) bei 5400 min−1      | 157 Nm bei 3800 min−1 | PF           | Digifant, каталізатор          | 08/1987 — 10/1991 |
| 1.8 (США)          | 1781 см³ | 74 kW (100/105 PS) bei 5250 min−1  | 146 Nm bei 3000 min−1 | RV           | Digifant, каталізатор          | 08/1986 — 07/1991 |
| 1.8 GT 16V         | 1781 см³ | 102 kW (139 PS) bei 6100 min−1     | 168 Nm bei 4600 min−1 | KR           | K-Jetronic                     | 02/1986 — 10/1991 |
| 1.8 GT/GTX/GLI 16V | 1781 см³ | 95 kW (129 PS) bei 5800 min−1      | 168 Nm bei 4250 min−1 | PL           | KE-Jetronic, каталізатор       | 02/1986 — 10/1991 |
| 2.0 GLI 16V (США)  | 1984 см³ | 100 kW (134/136 PS) bei 5800 min−1 | 180 Nm bei 4400 min−1 | 9A           | Bosch KE-Motronic, каталізатор | 08/1989 — 07/1992 |

Дизельні
| Модель | Об'єм    | Потужність                     | Крутний момент             | Код двигуна | Примітки                                 | Роки виробництва  |
| ------ | -------- | ------------------------------ | -------------------------- | ----------- | ---------------------------------------- | ----------------- |
| 1.6 D  | 1588 см³ | 40 kW (54 к.с.) при 4800 об/хв | 100 Нм при 2300—2900 об/хв | JP / ME     |                                          | 12/1983 — 07/1992 |
| 1.6 TD | 1588 см³ | 44 kW (60 к.с.) при 4500 об/хв | 110 Нм при 2400—2600 об/хв | 1V          | окислювальний каталітичний нейтралізатор | 08/1989 — 07/1992 |
| 1.6 TD | 1588 см³ | 51 kW (69 к.с.) при 4500 об/хв | 133 Нм при 2500—2900 об/хв | JR / MF     |                                          | 12/1983 — 10/1991 |
| 1.6 TD | 1588 см³ | 59 kW (80 к.с.) при 4500 об/хв | 155 Нм при 2500–3000 об/хв | RA / SB     | інтуркулер                               | 04/1989 — 10/1991 |

## VW Vento/Jetta III/A3 (1992—1998)

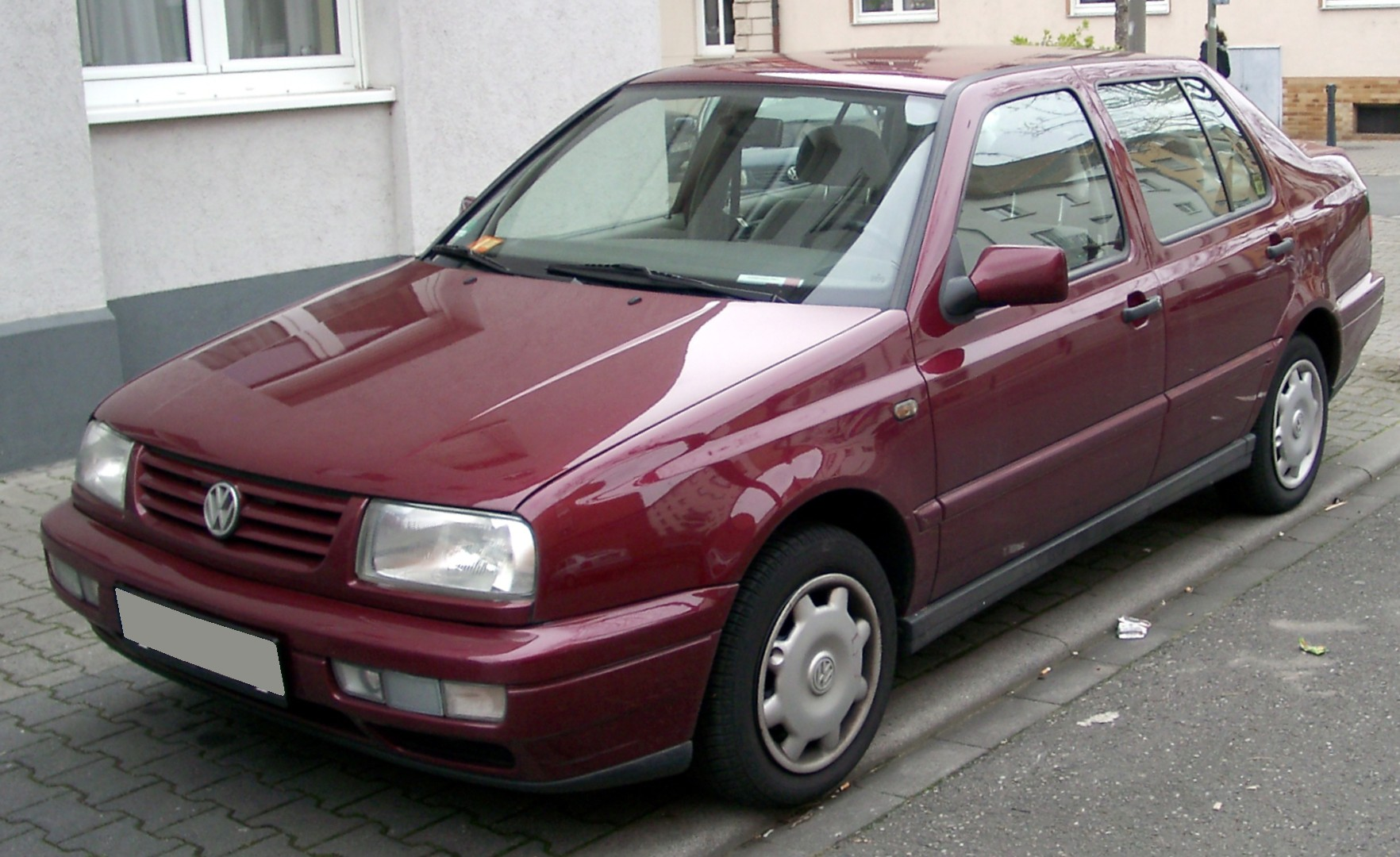
VW Vento

Більш обтічне, ідеологічно близьке до сучасної Джети, третє покоління седана надійшло в продаж у Європі в 1992-му під новим ім'ям Vento. На північноамериканському ринку Jetta (4380 мм у довжину) залишилася Джетою, з'явившись у дилерів роком пізніше. Фольксвагенівці припинили експерименти з двохдверними кузовами, залишивши в гаммі Golf-похідних тільки класичний чотирьохдверний седан і універсал Golf Variant. Крім бензинових «четвірок» 1.6 (75-100 к.с.), 1.8 (75-90 к.с.) і 2.0 (115 к.с.), седан доріс до 174-сильного зміщено-рядного двигуна VR6 2.8. Атмосферний дизель 1.9 видавав 64 сили, а турбодизелі того ж об'єму — від 75 до 110 к.с.

### Двигуни
- 1.6 л I4
- 1.8 л I4
- 2.0 л I4
- 2.8 л VR6
- 1.9 л I4 D diesel
- 1.9 л I4 TD diesel
- 1.9 л I4 SDI diesel
- 1.9 л I4 TDI diesel

## VW Bora/Jetta IV/A4 (1998—2005)

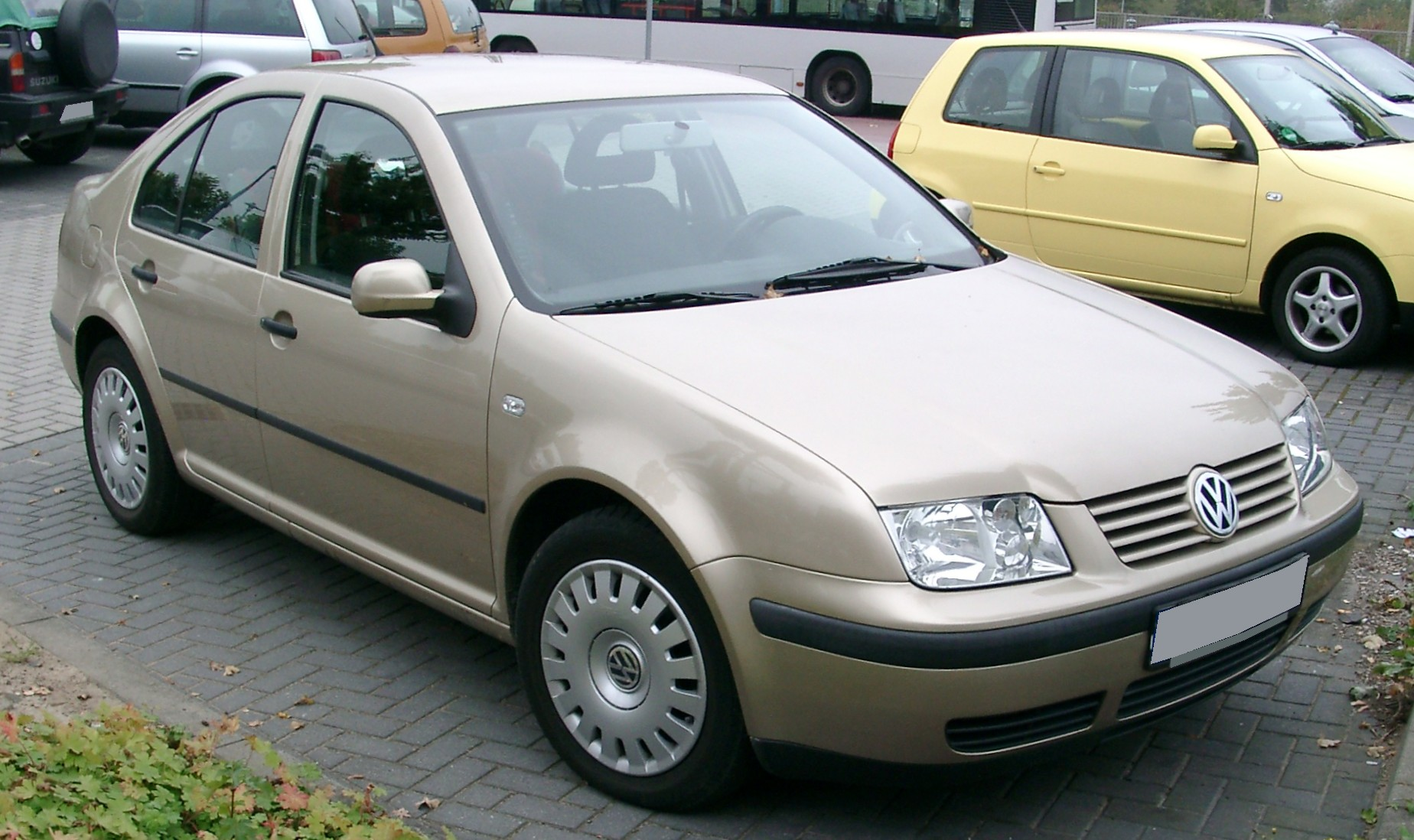
VW Bora

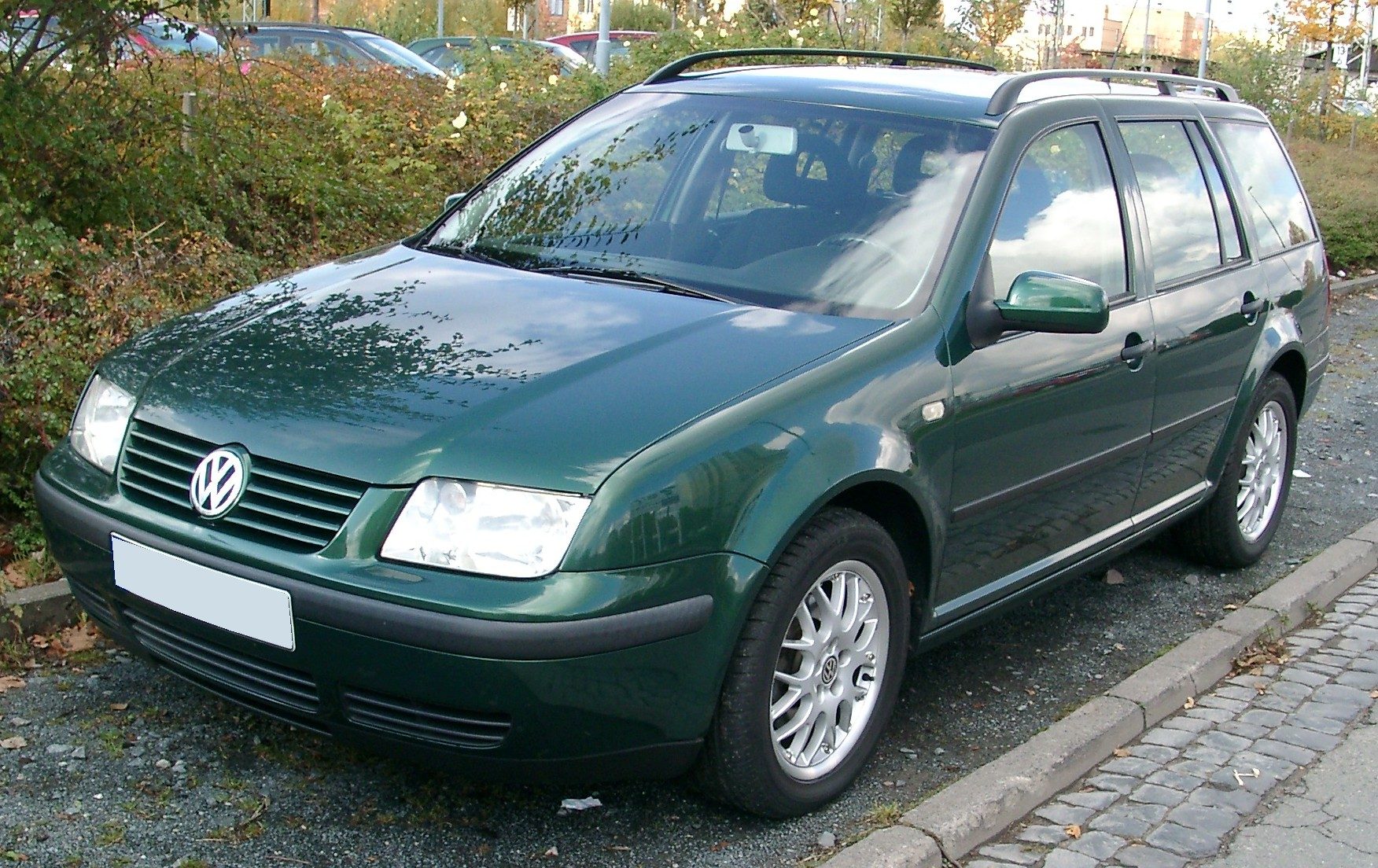
VW Bora Variant

Наступний крок був здійснений в 1998 році. Машина на базі «четвертого» Гольфа в Європі і багато ще де (крім Північної Америки і ПАР) називалася Bora. Причому це ж ім'я отримав і універсал. Автомобіль завдовжки 4376-4409 мм був стилістично ближчим до старшого Пассат, ніж до Гольф, і в різний час отримав три нові двигуни: 150-сильну «турбочетвірку» 1.8T, п'ятициліндровий двигун VR5 тієї ж потужності (похідну від зсуву-рядної «шістки») і перший двигун 1.6 сімейства FSI (110 к.с.) з безпосереднім упорскуванням палива. Серед турбодизелів з'явилася 115-сильна версія з насос-форсунками. Повнопривідні версії 4motion з муфтою Haldex оснащувалися задньою підвіскою на поперечних важелях замість крученої балки.

### Двигуни
- 1.4 л I4
- 1.6 л I4 16v
- 1.8 л I4 turbo
- 2.0 л I4
- 2.3 л VR5
- 2.8 л VR6 12v
- 2.8 л VR6 24v
- 1.9 л I4 SDI diesel
- 1.9 л I4 TDI diesel

## VW Jetta V/A5 (2005—2011)

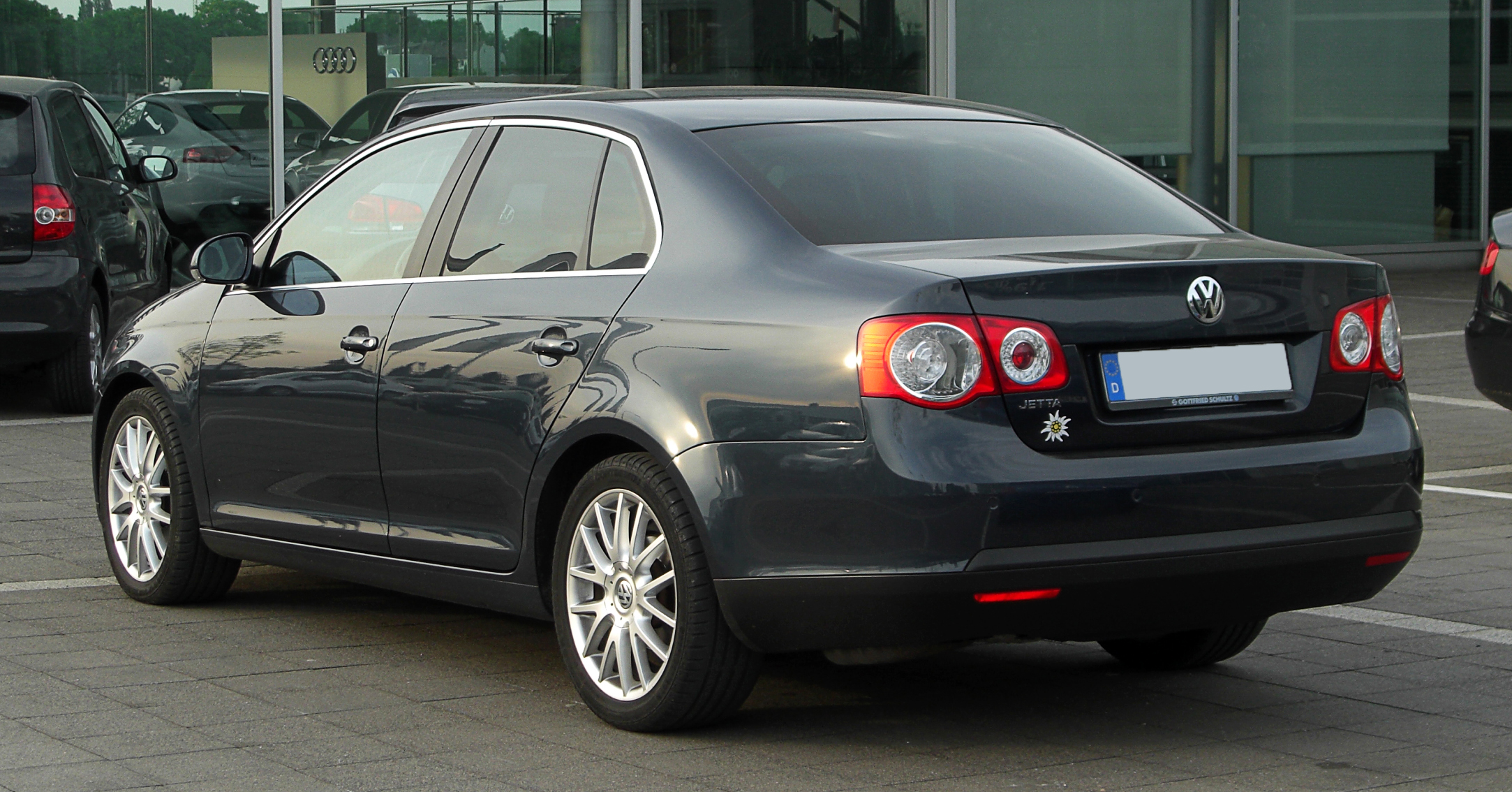
VW Jetta V

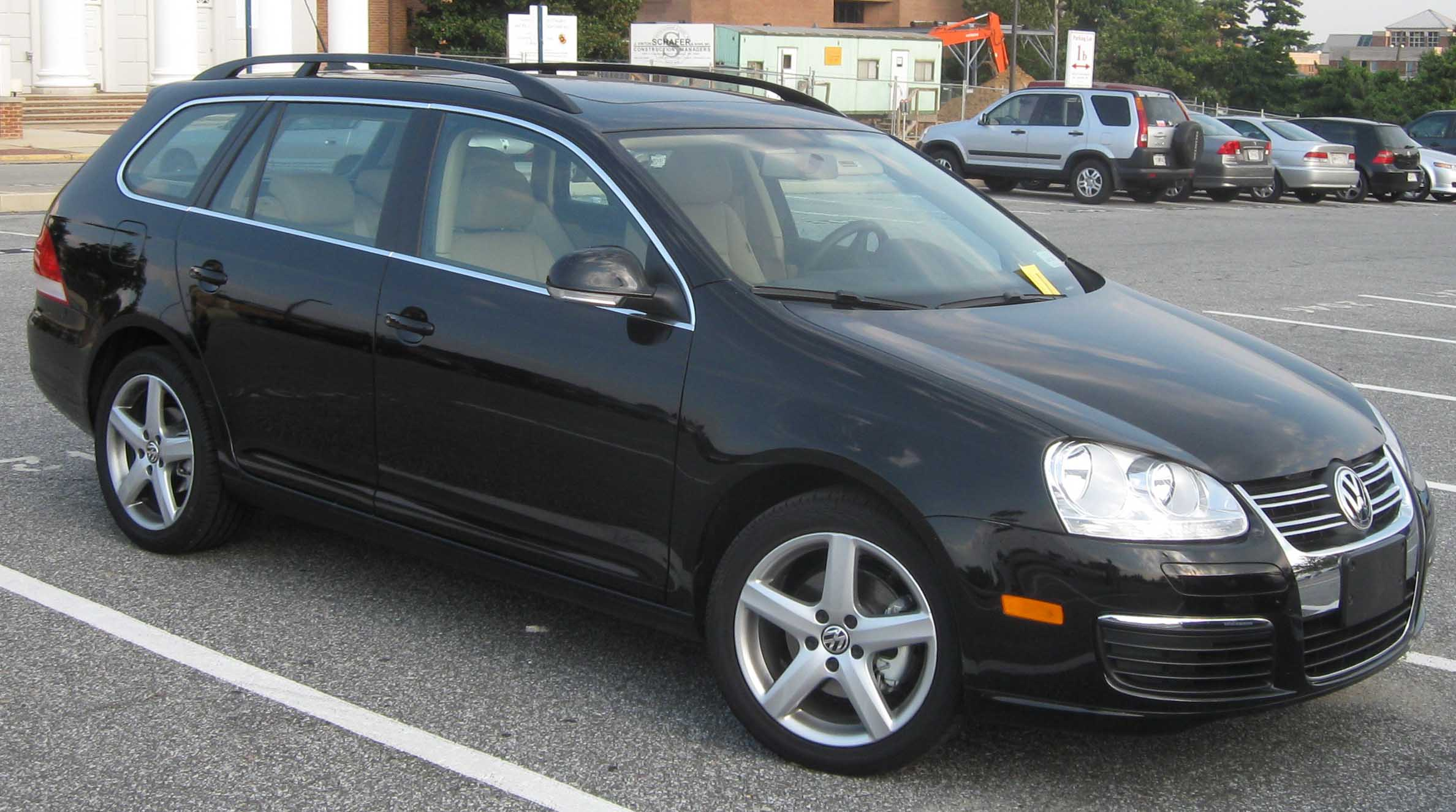
VW Jetta V SportWagen

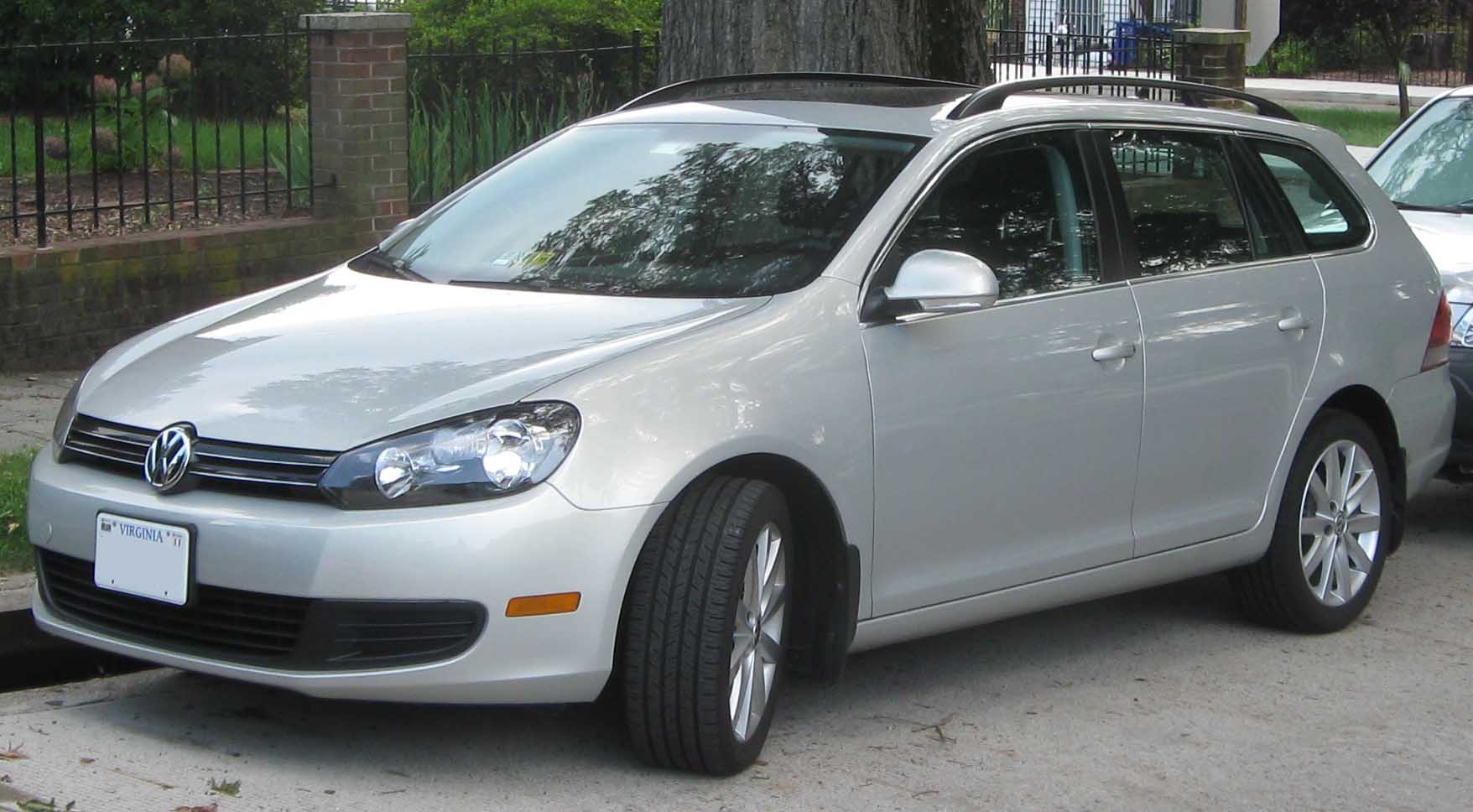
Volkswagen Jetta VІ SportWagen (фейсліфт)

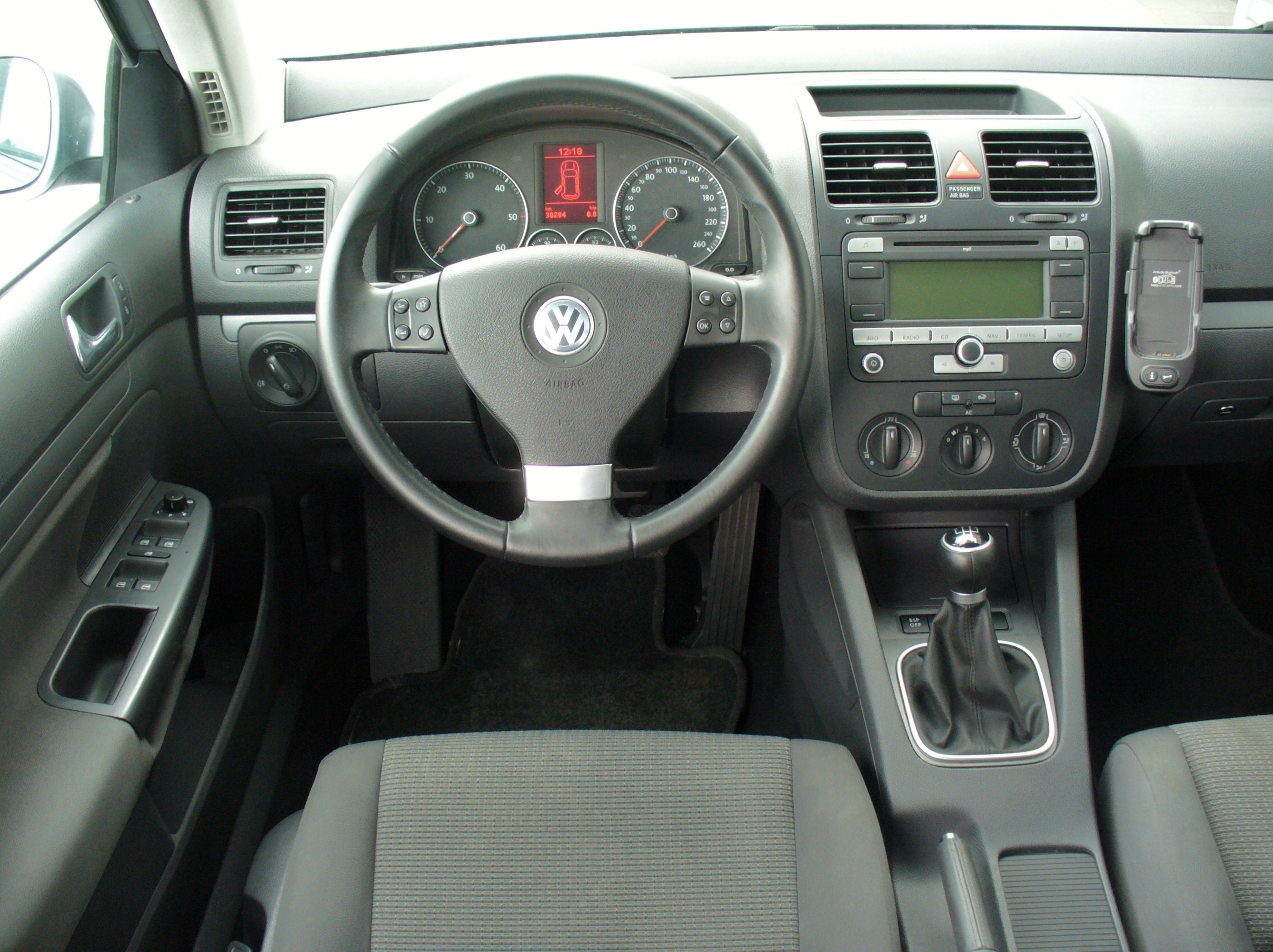

Golf V утворив трьохоб'ємника у січні 2005 року: седан дебютував на мотор-шоу в Лос-Анджелесі. У більшості країн він продавався під ім'ям Jetta, в Мексиці та Колумбії — як Bora, в Аргентині і Чилі — як Vento, а в Китаї — Sagitar. У Європі, крім інших, на Джету ставився новий надувний двигун 1.4 TSI з «роботом» DSG, а в США і на Близькому Сході машина продавалася з бензиновою «п'ятіркою» 2.5, яка являла собою половинку двигуна V10 від Lamborghini Gallardo.
У порівнянні зі своїм попередником новинка істотно додала в розмірах. Кузов став довшим на 17,8 см — тепер його довжина становить 4,55 м. Висота автомобіля збільшилася на 1,3 см і становить 1,46 м. У ширині Jetta додав 4,6 см і досяг 1,78 м. Збільшення зовнішніх розмірів позитивно відбилося на внутрішньому просторі автомобіля. Простір для ніг збільшено на 6,5 см, а ширина салону — на 3,5 см. На 2,4 сантиметра більше стало простір над головою задніх пасажирів. В цілому салон нового Jetta довше салону Bora на 5,4 см і досягає 1,74 м.
Передня підвіска типу McPherson у поєднанні з новою задньою підвіскою зробили керованість, комфорт руху і безпеку Jetta бездоганними. Вдосконалена в порівнянні з Bora стійка передньої осі, а також нова підрулююча задня вісь збільшує керованість автомобіля, комфорт при їзді і безпеку. Стійка передньої осі з нижнім трикутним поперечним важелем підвіски, запозиченим у Bora, була повністю перероблена. Підрулююча задня вісь нового Jetta надає неперевершений комфорт їзди і відмінну керованість автомобіля.
Jetta — один з найбезпечніших автомобілів у класі. Уже в базову комплектацію входить шість подушок безпеки. Спереду система представлена подушкою безпеки водія об'ємом 60 л і пасажира обсягом 120 л. На додаток до передніх, бічних і верхніх подушок новий Jetta забезпечений бічними подушками для задніх пасажирів. В заднє крісло вбудовані кріплення Isofix для дитячих сидінь. Разом з тим концерном Volkswagen було розроблено унікальне дитяче крісло — Bobsy GI Isofix Duo plus, що володіє регулюваннями положення спинки і ременів безпеки. Воно розраховане на вік від восьми місяців до чотирьох років і вага до 18 кг.
Потужна і стійка гальмівна система забезпечує всі необхідні умови для мінімізації гальмівного шляху. Завдяки пристроям ABS і ESP з вбудованим асистентом гальмування DBA (Dual Brake Assist) система вносить свій внесок в безпеку автомобіля.
Три рівня комплектації Trendline, Comfortline або Sportline дозволяють сформувати автомобіль виходячи з особистих переваг.
Базова комплектація (Trendline) включає в себе: центральний замок з ДУ, електропривод дзеркал з підігрівом, електросклопідйомники спереду і ззаду, обігрів передніх сидінь, ABS, подушки безпеки для водія і пасажира, бічні шторки, електропідсилювач керма, кондиціонер, омивачі фар, пакет " погані дороги "і ще безліч опцій.
В якості додаткового обладнання для комплектацій Comfortline і Sportline Volkswagen пропонує високоякісну шкіряну оббивку сидінь і багатофункціональний трьохспицеве рульове колесо, декороване шкірою і деревом. Оздоблення пропонується також для важелів ручного гальма і перемикання передач. Також для цих комплектацій пропонуються декоративні вставки з горіхового дерева, а для ексклюзивних версій — декор Alu-Microtec (матовий алюміній) і Microtec-Anthrazit (матовий антрацит), які найбільш ефектно виглядають в бежевому інтер'єрі (Pure Beige).

### Двигуни
| Модель       | Об'єм см³ | Циліндри  | Клапани   | Потужність кВт (к.с.) при об/хв | Крутний момент Нм при об/хв | Код двигуна | Роки випуску |
| Бензинові    | Бензинові | Бензинові | Бензинові | Бензинові                       | Бензинові                   | Бензинові   | Бензинові    |
| ------------ | --------- | --------- | --------- | ------------------------------- | --------------------------- | ----------- | ------------ |
| 1.4 TSI      | 1390      | 4         | 16        | 90 (122)/5000                   | 200/1500–4000               | CAXA        | 2007–2010    |
| 1.4 TSI      | 1390      | 4         | 16        | 103 (140)/5600                  | 220/1750–4000               | BMY         | 2005–2008    |
| 1.4 TSI      | 1390      | 4         | 16        | 118 (160)/5800                  | 240/1500–4500               | CAVD        | 2008–2010    |
| 1.4 TSI      | 1390      | 4         | 16        | 125 (170)/6000                  | 240/1750–4000               | BLG         | 2005–2008    |
| 1.6          | 1595      | 4         | 8         | 74 (100)/5500                   | 140/3250                    |             | 2006–2010    |
| 1.6          | 1595      | 4         | 8         | 75 (102)/5600                   | 148/3800                    | BSE/BSF     | 2005–2010    |
| 1.6 FSI      | 1598      | 4         | 16        | 85 (115)/6000                   | 155/4000                    | BLF         | 2005–2007    |
| 1.8T         | 1781      | 4         | 20        | 110 (150)/5800                  | 220/2000                    |             | 2006–2010    |
| 2.0          | 1984      | 4         | 8         | 85 (115)/5200                   | 170/2400                    |             | 2006–2010    |
| 2.0 FSI      | 1984      | 4         | 16        | 110 (150)/6000                  | 200/3500                    | BLR/BVY     | 2005–2008    |
| 2.0 TSI      | 1984      | 4         | 16        | 147 (200)/5100–6000             | 280/1700–5000               | BWA/CAWB    | 2005–2010    |
| 2.5          | 2480      | 5         | 20        | 110 (150)/5000                  | 228/3750                    | BGP         | 2005–2010    |
| 2.5          | 2480      | 5         | 20        | 125 (170)/5700                  | 240/4250                    | BPR/BPS     | 2005–2010    |
| Дизельні     |           |           |           |                                 |                             |             |              |
| 1.6 TDI (CR) | 1598      | 4         | 16        | 77 (105)/4400                   | 250/1500–2500               | CAYC        | 2009–2010    |
| 1.9 TDI (PD) | 1896      | 4         | 8         | 77 (105)/4000                   | 250/1900                    | BKC/BXE/BLS | 2005–2009    |
| 2.0 TDI (PD) | 1968      | 4         | 16        | 103 (140)/4000                  | 320/1750–2500               | BKD         | 2005–2008    |
| 2.0 TDI (PD) | 1968      | 4         | 8         | 103 (140)/4000                  | 320/1750–2500               | BMM         | 2006–2008    |
| 2.0 TDI (CR) | 1968      | 4         | 16        | 103 (140)/4200                  | 320/1750–2500               | CBDB        | 2008–2010    |
| 2.0 TDI (PD) | 1968      | 4         | 16        | 125 (170)/4200                  | 350/1750–2500               | BMN         | 2006–2008    |
| 2.0 TDI (CR) | 1968      | 4         | 16        | 125 (170)/4200                  | 350/1750–2500               | CBBB        | 2008         |

## VW Jetta VI/A6 (2010—2018)

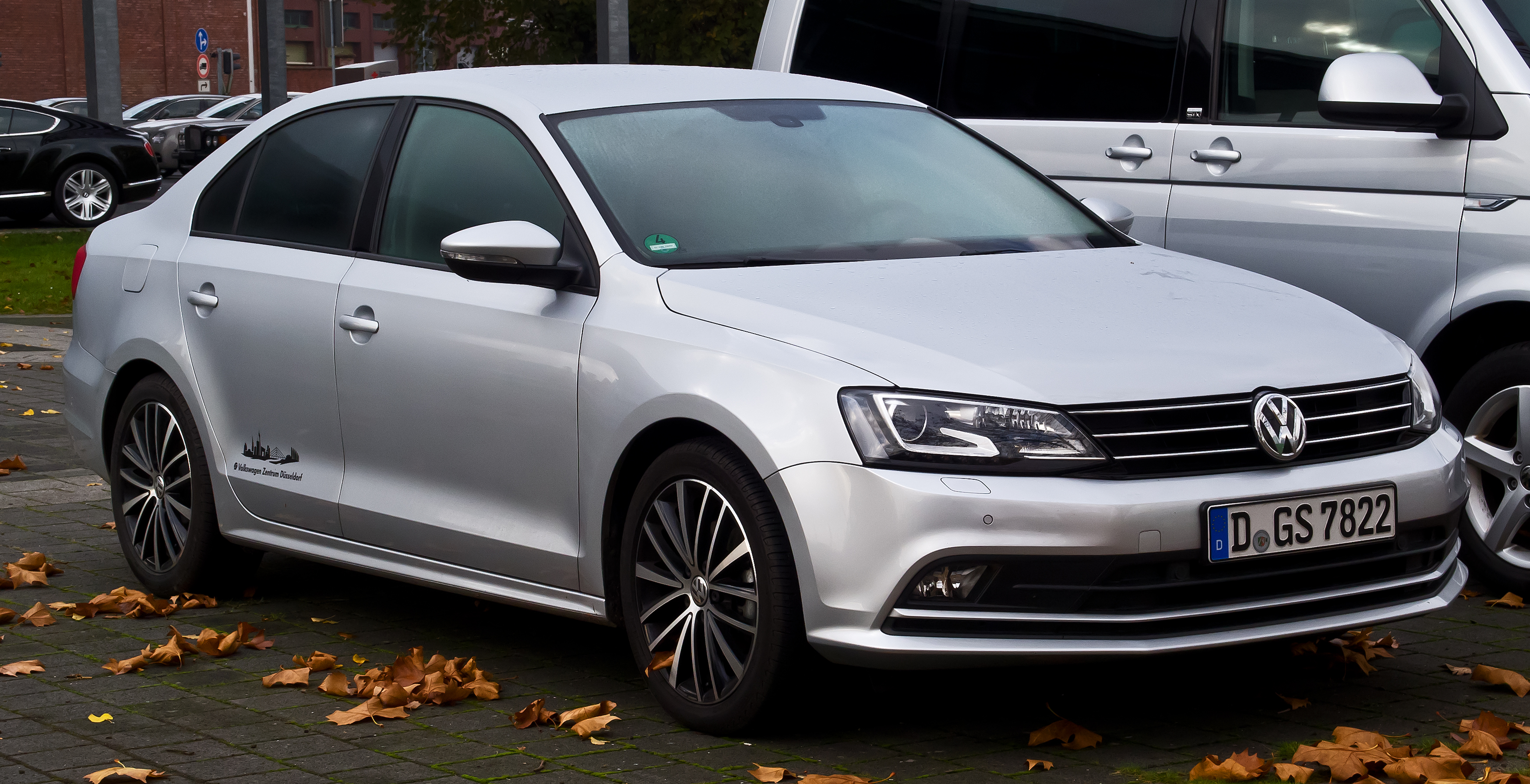
Volkswagen Jetta VI (2014—2017)

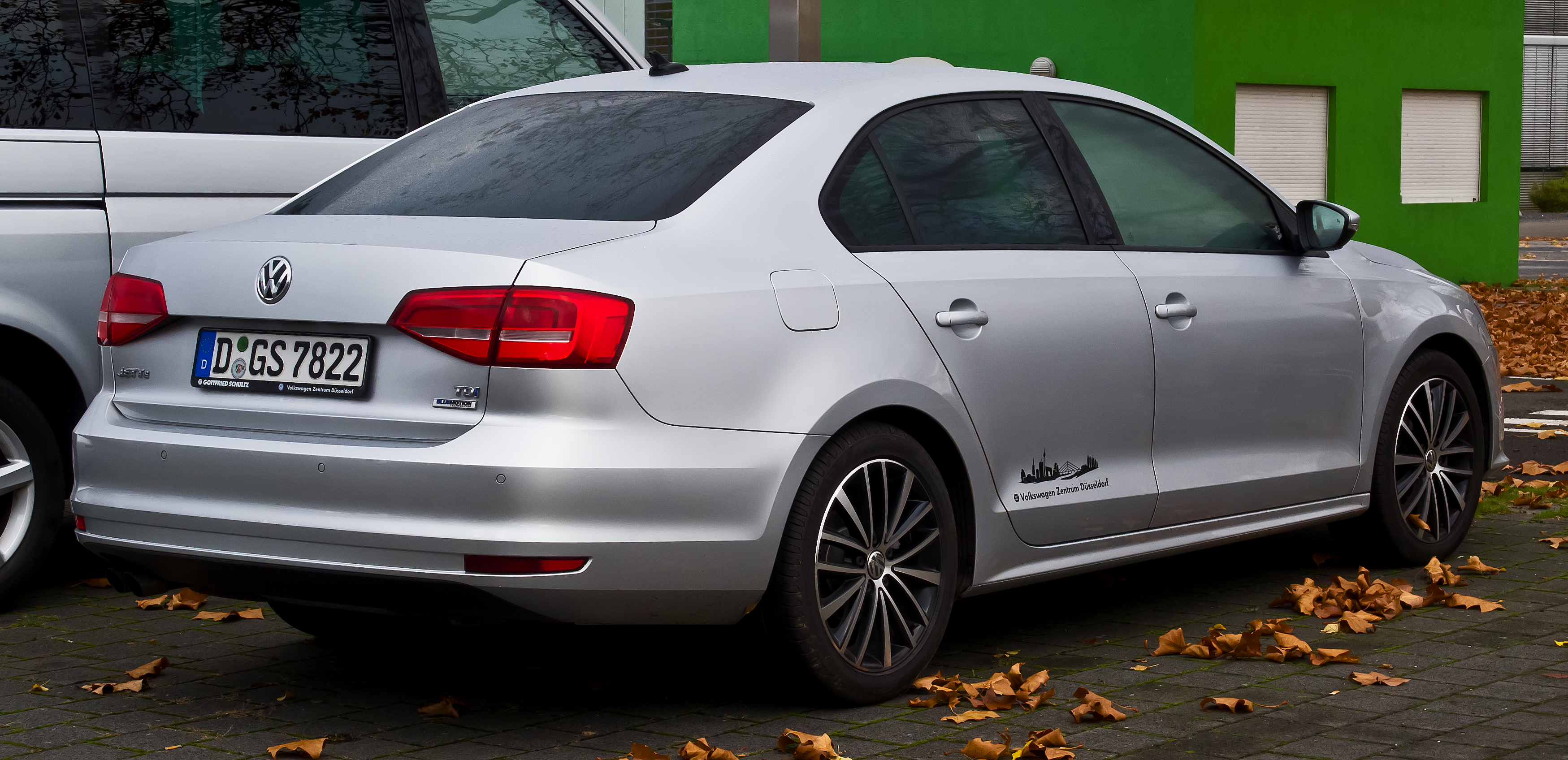
Volkswagen Jetta VI (2014—2017)

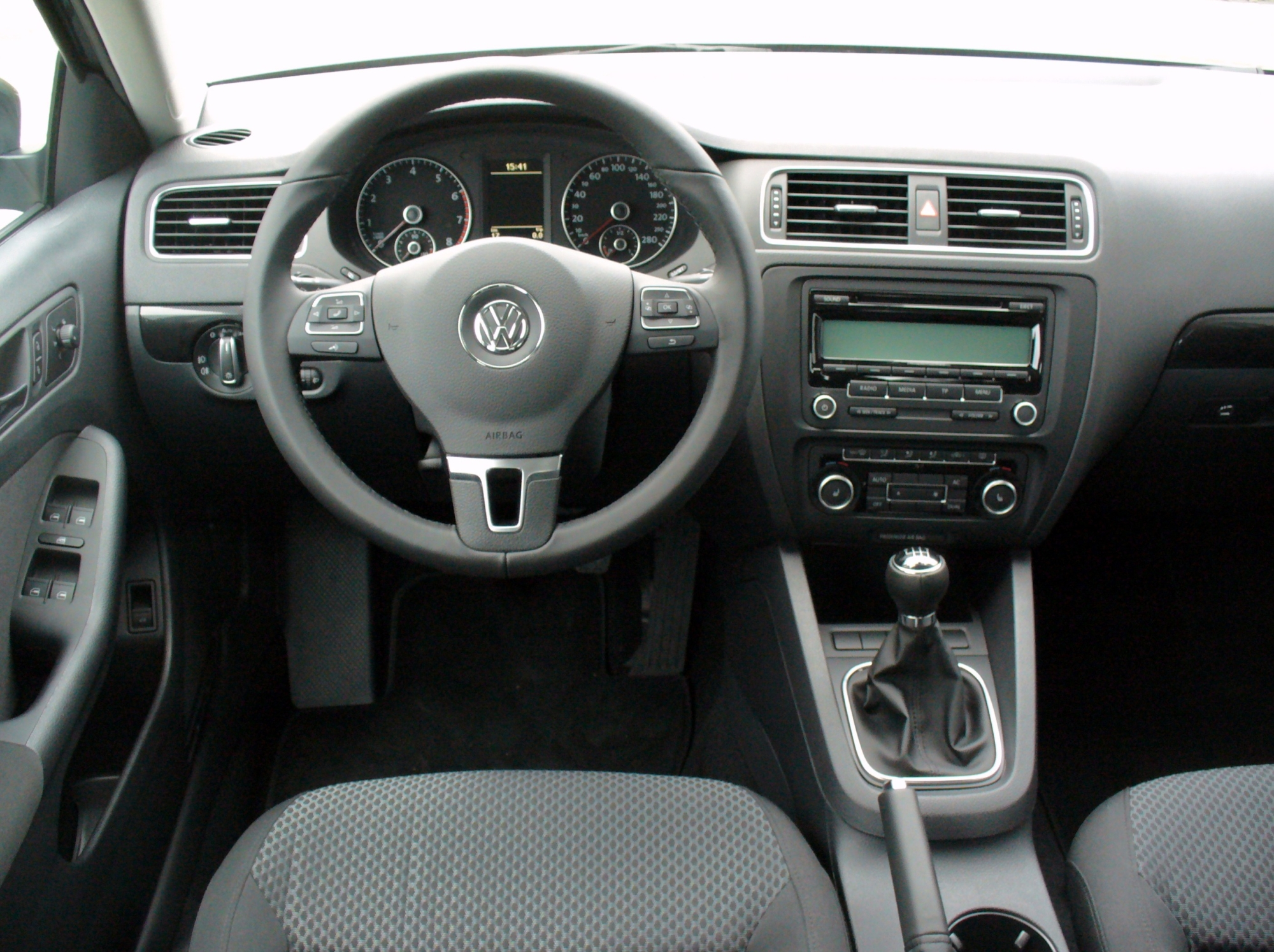

Шосте покоління представлене 15 червня 2010 року в Нью-Йорку на площі «Таймс». Риси седана були запозичені у концепту купе VW NCC (New Compact Coupé), представленого в Детройті. Нове покоління Volkswagen Jetta побудовано на розтягнутій до 2648 міліметрів платформі хетчбека Volkswagen Golf VI.
Автомобіль створений на тій же платформі PQ35, що і Golf, однак не має з ним жодної спільної кузовної панелі і володіє збільшеною колісною базою. Довжина автомобіля 4,64 метра, ширина 1,78 метра і висота 1,45 м. За рахунок збільшення колісної бази простір для колін задніх пасажирів збільшилася на 67 мм. Американська і європейська версії, що мають свої відмінності, випускалися на одному заводі Volkswagen в Пуебла (Мексика).
Ходова частина Jetta була модернізована в порівнянні з попередником. Колісна база збільшена на 73 мм (за рахунок зсуву передньої осі на 13 мм вперед і задньої на 60 мм назад), а колія задніх коліс — на 30 мм. Передня підвіска — з амортизаторними стійками McPherson і підрамником з листової сталі. Задня підвіска являє собою компактну чотирьохважільну конструкцію, в якій поздовжні і поперечні сили практично повністю компенсуються, в результаті чого досягається максимальна стійкість і комфорт. Задня підвіска так само кріпиться до сталевого підрамника. Кермове управління використовує електропідсилювач.
При створенні нового седана Jetta досягнуто суттєве зниження маси в порівнянні з попередньою моделлю при одночасному підвищенні жорсткості кузова. При цьому частка міцних сталей збільшилася до 41 %, а надміцних — до 13 %. До засобів пасивної безпеки належать: подушки безпеки водія і переднього пасажира; передні бічні подушки безпеки; верхні подушки (шторки) безпеки для водія, переднього і задніх пасажирів; переднатягувачі і обмежувачі натягу ременів безпеки передніх сидінь, кріплення дитячого сидіння. Також на автомобіль серійно встановлюється електронна система підтримки курсової стійкості ESP, що виконує багато функцій, зокрема, електронне блокування диференціала.
На американському ринку Jetta VI має чотири варіанта двигунів, два з яких нової разробки (бензиновий 1,6-літровий потужністю 115 к.с. і 2,0-літровий дизель потужністю 140 к.с.). У Європі модель пропонується з 6-ма двигунами, чотири з яких для Jetta з 2011 року будуть пропонуватися вперше. Це бензинові 1,2-літровий турбований двигун TSI потужністю 105 кінських сил, 160-сильний 1.4 TSI і два турбодизеля: 1.6 TDI потужністю 105 кінських сил і 2.0 TDI потужністю 140 кінських сил. Ще два бензинових турбованих двигуна — 122-сильна версія 1.4 TSI і 2.0 TSI на 200 к.с. доступні з кінця 2010 року.
У 2014 році автомобіль пройшов рестайлінг. Удосконалення торкнулися передній бампер і решітку радіатора, а також фари, доповнені світлодіодними денними ходовими вогнями. Салон отримав модернізовану приладову панель.
У 2016 році Volkswagen оснастив версії S і SE новим 1.4-літровим турбодвигуном. А версія GLI отримала повне перетворення екстер'єру. З'явилась інформаційно-розважальна система «VW Car Net», яка може конкурувати з Apple CarPlay, Android Auto і MirrorLink. SE комплектація оснащена камерою заднього виду.

### Jetta Hybrid

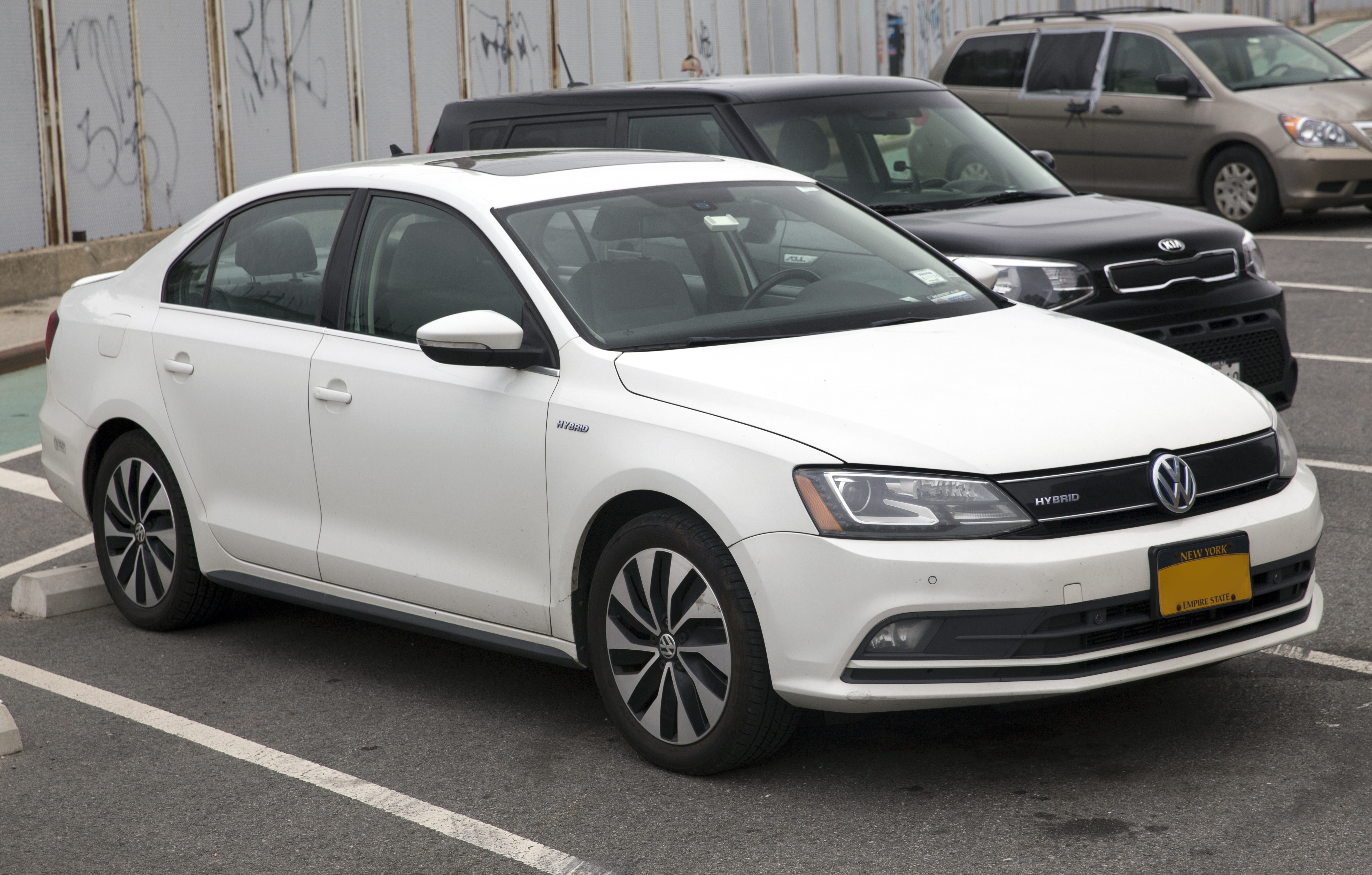
Volkswagen Jetta Hybrid

В січні 2012 року дебютувала Volkswagen Jetta Hybrid. Силова установка складається з бензинового турбодвигуна 1.4 TSI (150 к.с.), 20-кіловатного електромотора (27 к.с.), літієво-іонних акумуляторів ємністю 1,1 кВт•год і семиступінчастої роботизованої коробки передач DSG з двома зчепленнями, через яку тяга передається на передні колеса. Сумарна віддача гібридного приводу — 170 к.с. і 250 Нм.
Витрата палива в змішаному циклі дорівнює 5,2 л на 100 км.

### Двигуни
| Модель         | Об'єм см³  | Циліндри   | Потужність к.с. (кВт) при об/хв                | Крутний момент Нм при об/хв | Розгін від 0 до 100 км/год (с) | Максимальна швидкість км/год |            |            |            |
| бензинові:     | бензинові: | бензинові: | бензинові:                                     | бензинові:                  | бензинові:                     | бензинові:                   | бензинові: | бензинові: | бензинові: |
| -------------- | ---------- | ---------- | ---------------------------------------------- | --------------------------- | ------------------------------ | ---------------------------- | ---------- | ---------- | ---------- |
| 1.2 TSI        | 1197       | I4         | 105 (77)/b.d.                                  | 175/b.d.                    | 10,9                           | 190                          |            |            |            |
| 1.4 TSI        | 1390       | I4         | 122 (90)/b.d.                                  | 200/b.d.                    | 9,3                            | 196                          |            |            |            |
| 1.4 TSI        | 1395       | I4         | 125 (92)/5000                                  | 200/1400-4000               | 9,6                            | 206                          |            |            |            |
| 1.4 TSI        | 1395       | I4         | 150 (110)/5000                                 | 250/1400-4000               | 8,6                            | 220                          |            |            |            |
| 1.4 TSI        | 1390       | I4         | 160 (118)/b.d.                                 | 240/b.d.                    | 8,8                            | 203                          |            |            |            |
| 2.0 MPI        | 1984       | I4         | 113 (83)/5200                                  | 170/4000                    | 10,0                           | 193                          |            |            |            |
| 2.0 TSI        | 1984       | I4         | 200 (147)/b.d.                                 | 281/b.d.                    | 7,5                            | 235                          |            |            |            |
| 2.0 TSI        | 1984       | I4         | 210 (155)/b.d.                                 | 281/b.d.                    | 7,2                            | 241                          |            |            |            |
| 2.5 MPI        | 2480       | I5         | 170 (125)/5700                                 | 240/4000                    | b.d.                           | 208                          |            |            |            |
| дизельні:      |            |            |                                                |                             |                                |                              |            |            |            |
| 1.6 TDI        | 1598       | I4         | 105 (77)/b.d.                                  | 249/b.d.                    | 11,7                           | 190                          |            |            |            |
| 2.0 TDI        | 1968       | I4         | 140 (103)/b.d.                                 | 240/b.d.                    | 9,3                            | 205                          |            |            |            |
| 2.0 TDI        | 1968       | I4         | 150 (110)/b.d.                                 | b.d./b.d.                   | b.d.                           | b.d.                         |            |            |            |
| гібридні:      |            |            |                                                |                             |                                |                              |            |            |            |
| 1.4 TSI HYBRID | 1395       | I4         | 150 (110)/b.d. + електродвигун: 20 (b.d.)/b.d. | 249/b.d.                    | 8,6                            | 210                          |            |            |            |

## VW Jetta VII/A7 (2018—наш час)

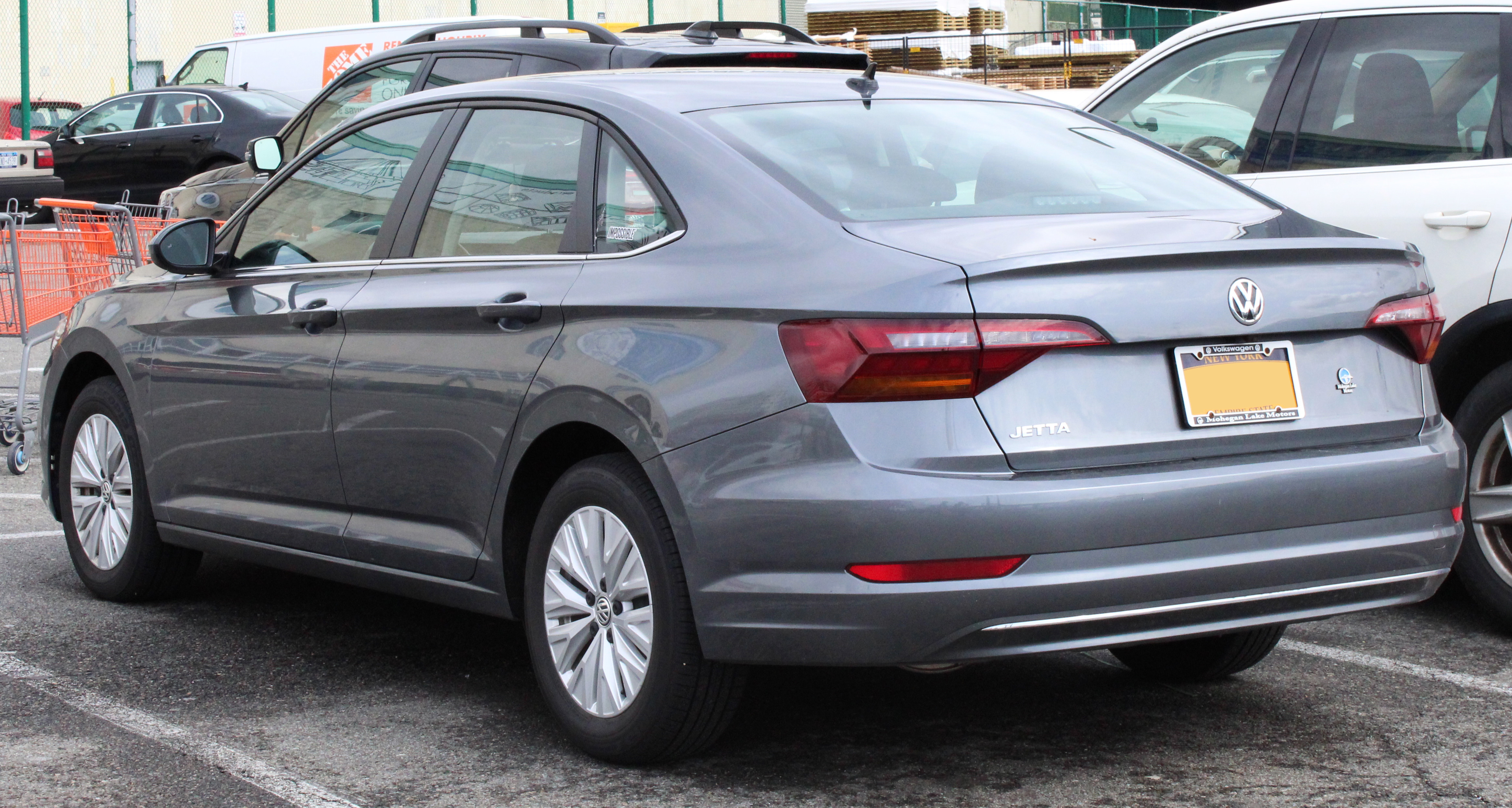
Volkswagen Jetta 7 (2018—2021)

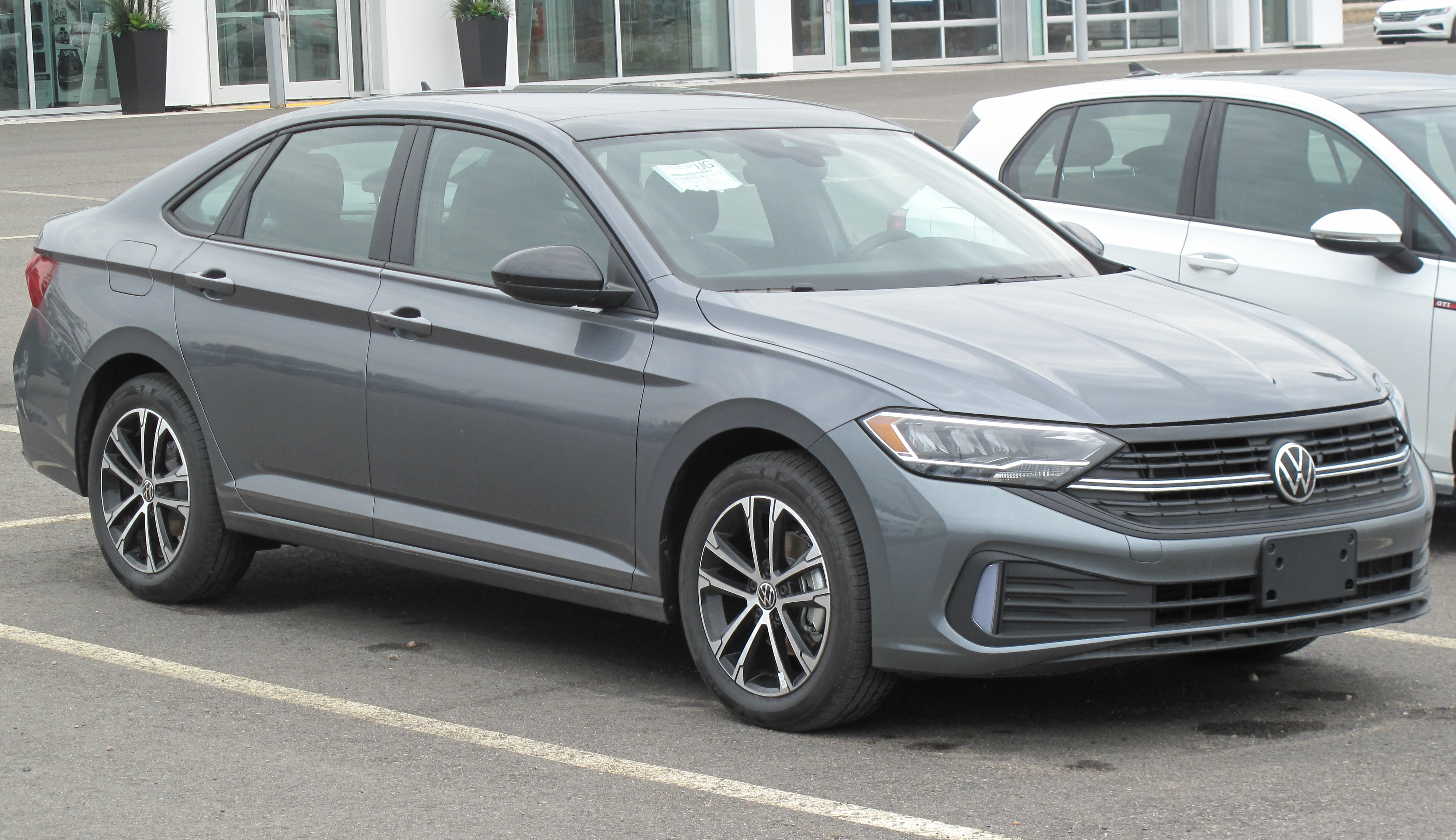
Volkswagen Jetta 7 (2021—2024)

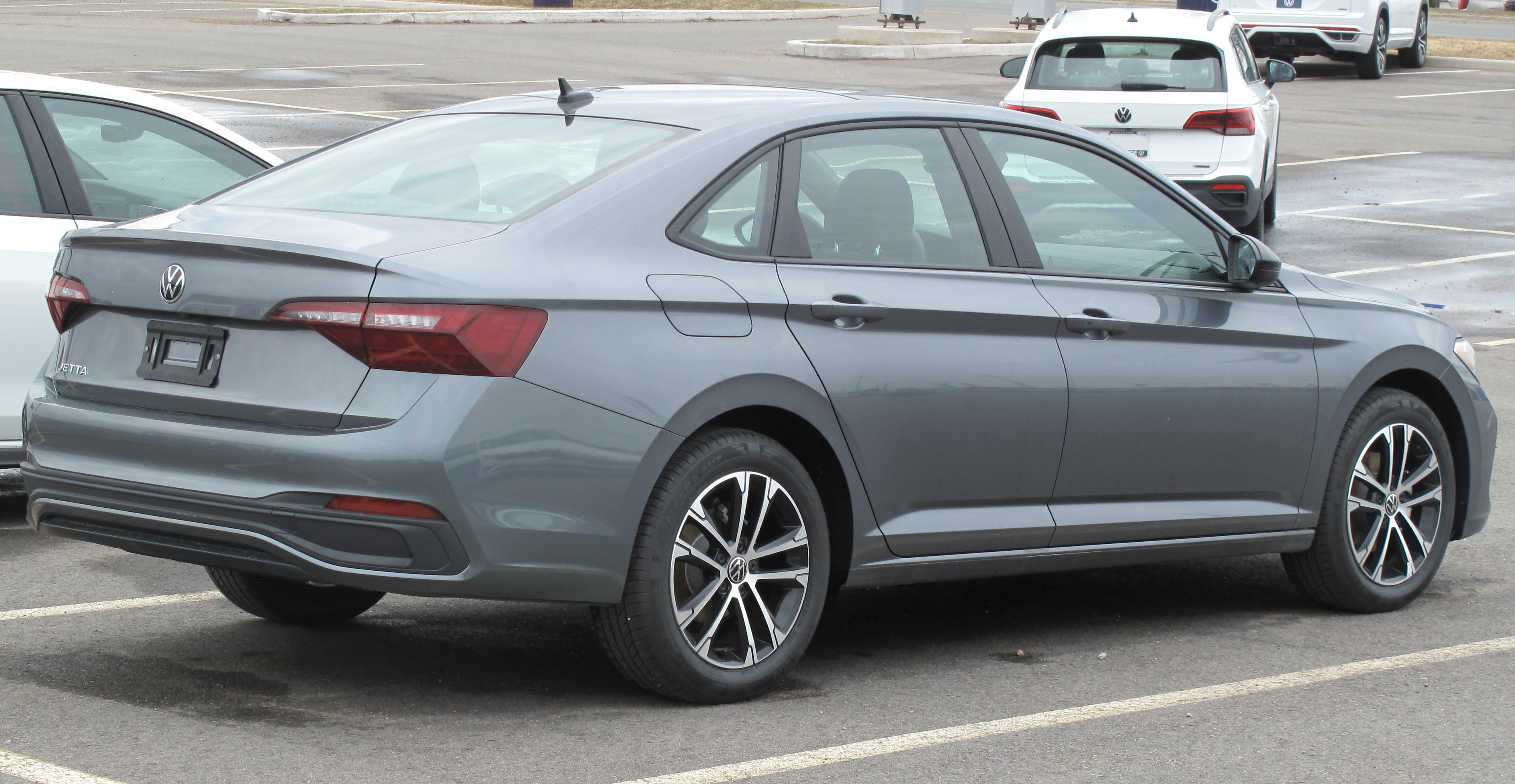
Volkswagen Jetta 7 (2021—2024)

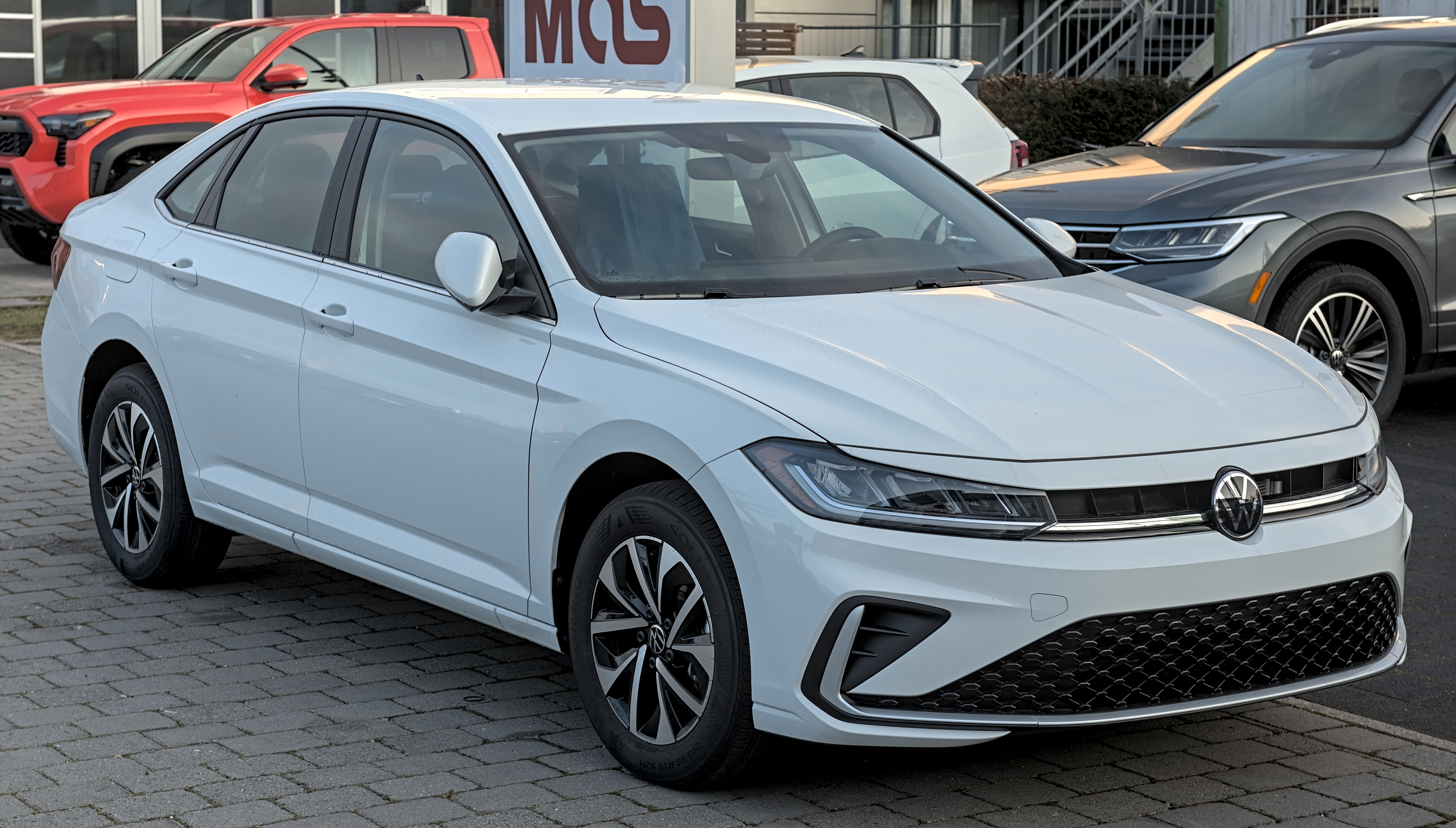
Volkswagen Jetta 7 (з 2024)

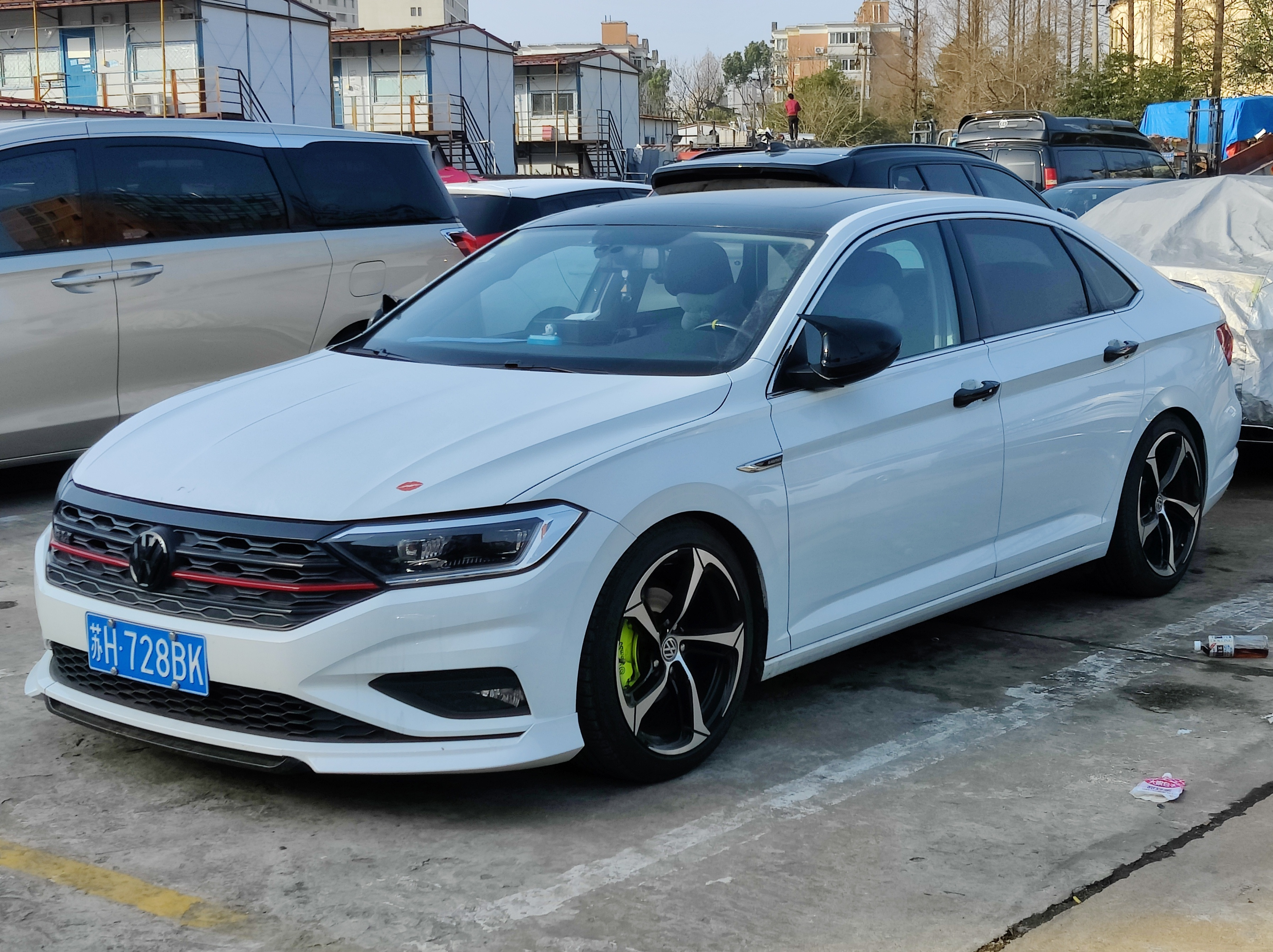
Volkswagen Sagitar III GLI

В січні 2018 року на автосалоні в Детройті представлена Volkswagen Jetta сьомого покоління. Автомобіль збудований на платформі MQB. Нова Джетта, 4701 мм довжиною, 2685 мм колісною базою, на 66 мм коротша за Volkswagen Passat B8. Модель буде продаватись на американському ринку, продажі в Європі не плануються. Трохи пізніше китайці отримали свою подовжену версію тієї ж самої моделі під традиційним для ринку Піднебесної ім'ям Volkswagen Sagitar.
Коефіцієнт опору повітрю покращився на 10 % (тепер 0,27). Багажник зберіг обсяг (510 л).
На 2019 модельний рік Jetta пройшов повний редизайн. Після оновлення седан може похвалитися збільшеною потужністю моделі GLI і появою 6.5-дюймового сенсорного екрану. Доступними стали попередження про виїзд за межі смуги руху, система утримання смуги руху, шкіряна обшивка, вентиляція передніх сидінь, підігрів керма та підігрів задніх сидінь. У 2020 року з нового: точка Wi-Fi, пакет «Cold Weather» і бездротова зарядка.
Volkswagen оновив седан Jetta для 2021 модельного року. Інформаційно-розважальна система автомобіля отримала нове програмне забезпечення, яке покращило розпізнавання голосу та навігацію, а також підвищило якість інтеграції зі смартфоном.
У 2022 Volkswagen Jetta отримав новий базовий двигун потужністю 158 к.с. З 1,5-літровим двигуном та МКПП Volkswagen Jetta 2023 витрачає 6,5 л/100 км в змішаному циклі. В поєднанні з АКПП середня витрата бензину становить 6,7 л/100 км.
Volkswagen візуально оновив Jetta до 2025 року. Автомобіль отримав нову решітку радіатора, кришку багажника та оптику, а також змінену приладову панель в салоні. 

### Двигуни
- 1.2 L TSI VW EA211 I4 115 к.с. 175/200 Нм (Sagitar)
- 1.4 л TSI (CZDA) VW EA211 I4 150 к.с. 250 Нм
- 1.5 L TSI VW EA211 evo I4 158 к.с. 250 Нм
- 1.6 л MPI (CWVA) VW EA211 I4 112 к.с. 155 Нм (Росія, Мексика)
- 2.0 л TSI VW EA888 I4 230 к.с. 350 Нм

## Для ринку Китаю

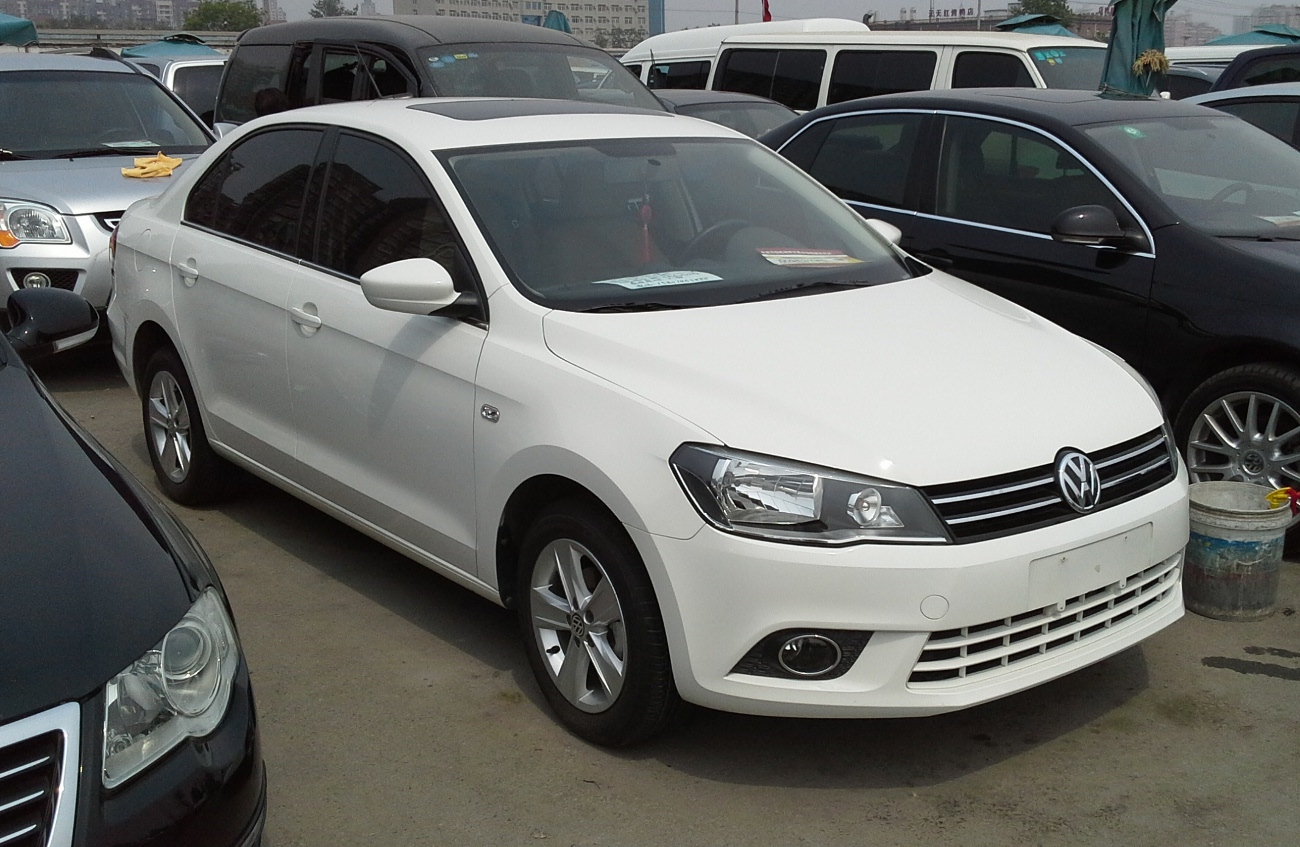
Volkswagen Jetta Night (2013—2017)

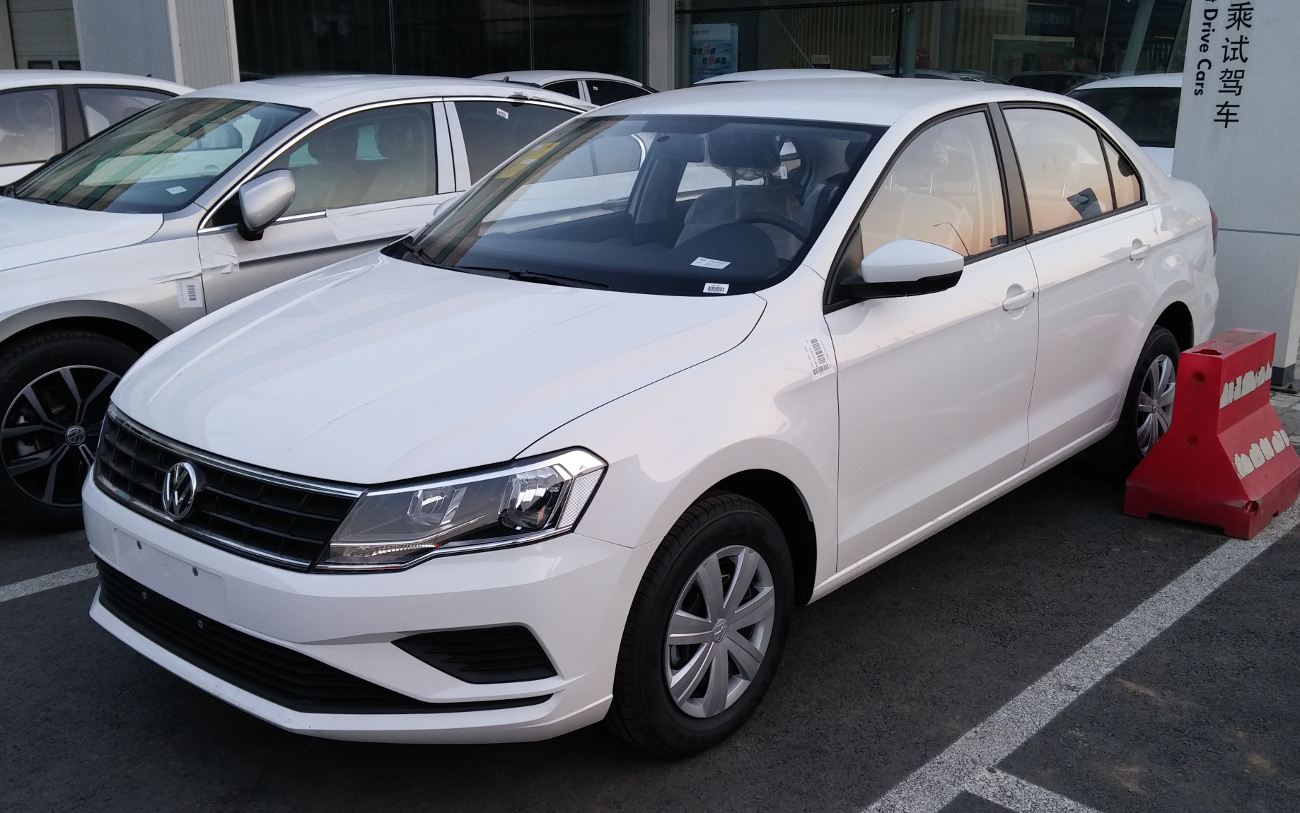
Volkswagen Jetta Night (з 2017)

З листопада 1991 по 2013 рік в Китаї на заводі FAW-Volkswagen виготовлялись різноманітні модернізовані версії німецької Volkswagen Jetta II з двигунами 1.6 L EA113 I4 та 1.9 L ASY SDI I4.
З 2013 року для китайського ринку на заводі FAW-Volkswagen виготовляється Jetta Night, яка значно відрізняється від всесвітньої Jetta шостого покоління і створена на платформі SEAT Toledo, Škoda Rapid та Volkswagen Santana II. На автомобіль встановлюють двигуни 1.4 L EA211 I4, 1.5 L EA211 I4 та 1.6 L EA211 I4.
З 2019 року в Китаї почали виготовляти аналоги паливного автомобіля на електричній тязі Volkswagen e-Lavida та Volkswagen e-Bora, електромобілі отримали практично однакові характеристики як в динаміці так і в запасі ходу: двигун з потужністю 100 кВт, з крутним моментом 290 Нм, та високовольтною батареєю ємністю 40 кВт-год. Більш явними відмінностями стави дизайн інтер'єру та екстер'ру авто. З 2020 року обидві версії електромобілів доступні в Україні.

## Зноски
1. ↑  Новое поколение седана Volkswagen Jetta предстало перед нью-йоркской публикой[недоступне посилання з лютого 2019] 15-06-2010
2. ↑  Volkswagen Jetta VI 1.2 TSI 105 KM. chcekupicauto.pl (пол.). Процитовано 20-06-2013.
3. ↑  Volkswagen Jetta VI 1.4 TSI 122 KM. chcekupicauto.pl (пол.). Процитовано 20-06-2013.
4. ↑  Volkswagen Jetta VI Sedan Facelifting 1.4 TSI 125KM od 2014 • Dane techniczne • AutoCentrum.pl. www.autocentrum.pl. Процитовано 23 березня 2017.
5. ↑  Volkswagen Jetta VI 2.0 TFSI 200 KM. chcekupicauto.pl (пол.). Процитовано 20-06-2013.
6. ↑  Volkswagen Jetta VI 1.6 TDI 105 KM. chcekupicauto.pl (пол.). Процитовано 20-06-2013.
7. ↑  Volkswagen Jetta VI 2.0 TDI 140 KM. chcekupicauto.pl (пол.). Процитовано 20-06-2013.
8. ↑  Volkswagen Jetta VI 1.4 TSI Hybrid 150 KM. chcekupicauto.pl (пол.). Процитовано 20-06-2013.
9. ↑  Новая Volkswagen Jetta 2019 официально представлена. Volkswagen Drive. 15 січня 2018. Архів оригіналу за 22 січня 2021. Процитовано 3 січня 2021.
10. ↑  Як ми тестували Volkswagen Jetta 2023 року. Automoto.ua. AutoMoto.ua (укр.). Процитовано 26 грудня 2022.
11. ↑  Як ми тестували Volkswagen Jetta 2025 року. AUTOMOTO.UA. AUTOMOTO.UA (укр.). Процитовано 22 листопада 2024.
12. ↑  L.Riker - автосалон електричних авто. lriker.com.ua (UA) . 08.01.2022. Архів оригіналу за 17 грудня 2021. Процитовано 08.01.2022.